# Rugby en España 1983
La temporada de 1982-1983 es la que se constituye por primera vez la División de Honor del rugby español que perdura hasta la actualidad, mientras la 1.ª División continuó en su formato habitual, pero ahora convertida en el 2.º escalón del rugby español. En principio se restringió a 8 equipos y solo de cuatro federaciones: Madrid, Cataluña, País Vasco y Valencia. Sin embargo en un futuro se aumentará el número de equipos participantes y se abrirá a todo el territorio nacional. También por primera vez se disputará la Supercopa de España entre el campeón de liga y el campeón de copa. Este torneo no tendría continuación los años siguientes y no se recuperó hasta la temporada 2003-2004.

Entre 1982 y 1983 aparecieron nuevas federaciones y se agruparon algunas para ajustarse al mapa autonómico. Así se creó la Federación de la Comunidad Valenciana, agrupando las delegaciones de Valencia, Alicante y Castellón, y también se crearon las federaciones de Baleares, Navarra y Galicia.

En el ámbito internacional el rugby español creció en la temporada con la visita del equipo maorí de Nueva Zelanda, con dos partidos en Barcelona y Madrid y el partido amistoso contra selección de Argentina en Madrid. También la selección española hizo una gira por Gran Bretaña y en mayo de 1983 la selección de Gales hizo otra gira de 5 partidos por España.

CUADRO DE HONOR
| TORNEO                                             | CAMPEÓN                      | SUBCAMPEÓN                               |
| -------------------------------------------------- | ---------------------------- | ---------------------------------------- |
| I Campeonato Nacional División de Honor            | Valencia Rugby Club          | Club Atlético San Sebastián              |
| XVI Campeonato Nacional 1.ªD (Grupo Norte)         | Hernani Club de Rugby        | Gernika Rugby Taldea                     |
| XVI Campeonato Nacional 1.ªD (Grupo Levante)       | Fútbol Club Barcelona        | Barcelona Universitari Club (B.U.C.)     |
| XVI Campeonato Nacional 1.ªD (Grupo Centro-Sur)    | CAU Madrid Rugby Club        | Canoe Natación Club                      |
| XVI Campeonato Nacional 1.ªD (Grupo Noroeste)      | CDU Valladolid               | Club Deportivo Lourdes                   |
| L Copa de S.M. El Rey                              | Futbol Club Barcelona        | CAU Madrid Rugby Club                    |
| I Trofeo Supercopa de España                       | Futbol Club Barcelona        | Valencia Rugby Club                      |
| XXVII Copa F.E.R.                                  | Teca Rugby Club              | Unió Esportiva Bellvitge                 |
| XX Campeonato España Juvenil                       | Club Deportivo Arquitectura  | El Salvador                              |
| X Campeonato España Cadete                         | Futbol Club Barcelona        | Club Deportivo Lourdes                   |
| XII Campeonato de Liga 2.ªD G-I (País Vasco)       | Gaztedi Rugby Taldea         | Kakarraldo Rugby Taldea                  |
| XII Campeonato de Liga 2.ªD G-II (Aragón)          | C.D. Veterinaria Zaragoza    | Club Universitario Rugby Zaragoza (CURZ) |
| XII Campeonato de Liga 2.ªD G-III (Cataluña)       | Unió Esportiva Bellvitge     | Bonanova Rugby Club                      |
| XII Campeonato de Liga 2.ªD G-IV (Valencia)        | Valencia Rugby Club          | CAU Rugby Valencia                       |
| XII Campeonato de Liga 2.ªD G-V (Andalucía)        | Club de Rugby Divina Pastora | CD Universitario Granada                 |
| XII Campeonato de Liga 2.ªD G-VI (Extremadura)     | Medicina Badajoz             | CAR Cáceres                              |
| XII Campeonato de Liga 2ªD G-VII (Madrid)          | Teca Rugby Club              | Club de Rugby Karmen                     |
| XII Campeonato de Liga 2ªD G-VIII (Castila y León) | León Rugby Club              | Club Diego Porcelos Burgos               |
| XII Campeonato de Liga 2ªD G-IX (Asturias)         | Lauro Rugby Club             | Pipol's Rugby Club                       |
| XII Campeonato de Liga 2ªD G-IX (Cantabria)        | Independiente Rugby Club     | Cantabria Rugby Club                     |
| Liga Guipúzcoa                                     | Juventud Deportiva Mondragón | Club Rugby Universidad Navarra (CRUN)    |
| Liga Vizcaya                                       | Sarriko Rugby Taldea         | Gernika Rugby Taldea                     |
| Liga Catalana 1ª Regional                          | Unió Esportiva Santboiana    | Rugby Club Cornellá                      |
| Liga Valencia 1ª Regional                          | C.P. Les Abelles             | Tatami Rugby Club                        |
| Liga de Madrid 1ª Regional                         | Olímpico Pozuelo R.C.        | Club Deportivo Jogging                   |
| Copa FIRA 2ª División                              | Selección de rugby de España | 3ª posición                              |
| IX Juegos Mediterráneos de Casablanca              | Selección de rugby de España | 4ª posición                              |

## Reestructuración de la Ligas Nacionales
Al final de la temporada 1981-1982 se acordó crear una división superior en un solo grupo que fuera el Campeonato Nacional de Liga. En lugar de tomar los resultados de la temporada se decidió partir de cero. Es decir, todas las formaciones de los grupos de las nuevas ligas se decidirán en unos torneos regionales de clasificación, organizados por las federaciones territoriales y que deberían estar finalizados antes del 31 de diciembre de 1982. A partir de los resultados de estos torneos se conformarán los grupos de las diversas divisiones de la siguiente forma:

División de Honor. Grupo único de 8 equipos para las federaciones de Madrid, Cataluña, País Vasco y Valencia, con dos puestos para cada una.

Primera División. Cuatro grupos de 8 equipos por zonas, con algunas modificaciones respecto a años precedentes.

Grupo Norte (País Vasco, Aragón y Navarra). Con 8 puestos para equipos vascos por renuncia de la Federación Aragonesa.

Grupo Noroeste (Castilla y León, Cantabria, Asturias y Galicia). 5 puestos para Castilla y León, 2 puestos para Asturias y 1 Cantabria (que renuncia y pasa a Asturias)

Grupo Levante (Cataluña, Valencia y Baleares). 6 puestos para Cataluña y 2 puestos para Valencia.

Grupo Centro-Sur (Madrid, Andalucía y Extremadura). 6 puestos para Madrid y 2 puestos para Andalucía.

Segunda División. 10 grupos de un máximo de 8 equipos, uno por cada una de las federaciones territoriales.

Otra novedad en todos los campeonatos fue el cambio al sistema de puntuación habitual en otros deportes (2 puntos por partido ganado, 1 por empate, 0 por derrota) abandonando el sistema tradicional del rugby (3,2,1). También por primera vez en el rugby español el Campeonato de División de Honor tendría un patrocinador, la marca de tabaco Camel.
| Iª Cat.   | DIVISIÓN DE HONOR (8 equipos)                                     | DIVISIÓN DE HONOR (8 equipos)     | DIVISIÓN DE HONOR (8 equipos)     | DIVISIÓN DE HONOR (8 equipos)     | DIVISIÓN DE HONOR (8 equipos)     | DIVISIÓN DE HONOR (8 equipos)     | DIVISIÓN DE HONOR (8 equipos)     | DIVISIÓN DE HONOR (8 equipos)     | DIVISIÓN DE HONOR (8 equipos)     | DIVISIÓN DE HONOR (8 equipos)     |
| Iª Cat.   | Campeonato España 1ª Cat. Copa S.M. El Rey y Supercopa de España  |                                   |                                   |                                   |                                   |                                   |                                   |                                   |                                   |                                   |
| IIª Cat.  | 1ª DIVISIÓN NACIONAL (32 equipos)                                 | 1ª DIVISIÓN NACIONAL (32 equipos) | 1ª DIVISIÓN NACIONAL (32 equipos) | 1ª DIVISIÓN NACIONAL (32 equipos) | 1ª DIVISIÓN NACIONAL (32 equipos) | 1ª DIVISIÓN NACIONAL (32 equipos) | 1ª DIVISIÓN NACIONAL (32 equipos) | 1ª DIVISIÓN NACIONAL (32 equipos) | 1ª DIVISIÓN NACIONAL (32 equipos) | 1ª DIVISIÓN NACIONAL (32 equipos) |
| IIª Cat.  | GRUPO NORTE                                                       | GRUPO NORTE                       | GRUPO LEVANTE                     | GRUPO LEVANTE                     | GRUPO CENTRO-SUR                  | GRUPO CENTRO-SUR                  | GRUPO CENTRO-SUR                  | GRUPO NOROESTE                    | GRUPO NOROESTE                    | GRUPO NOROESTE                    |
| IIIª Cat. | 2ª DIVISIÓN NACIONAL (78 equipos)                                 | 2ª DIVISIÓN NACIONAL (78 equipos) | 2ª DIVISIÓN NACIONAL (78 equipos) | 2ª DIVISIÓN NACIONAL (78 equipos) | 2ª DIVISIÓN NACIONAL (78 equipos) | 2ª DIVISIÓN NACIONAL (78 equipos) | 2ª DIVISIÓN NACIONAL (78 equipos) | 2ª DIVISIÓN NACIONAL (78 equipos) | 2ª DIVISIÓN NACIONAL (78 equipos) | 2ª DIVISIÓN NACIONAL (78 equipos) |
| IIIª Cat. | Grupo I                                                           | Grupo II                          | Grupo III                         | Grupo IV                          | Grupo V                           | Grupo VI                          | Grupo VII                         | Grupo VIII                        | Grupo IX                          | Grupo X                           |
| IIIª Cat. | Liga Vasca                                                        | Liga Aragonesa                    | Liga Catalana                     | Liga Valenciana                   | Liga Andaluza                     | Liga Extremadura                  | Liga Madrid                       | Liga Castilla y León              | Liga Asturias                     | Liga Cantabria                    |
| IIIª Cat. | Campeonato España 2ª Cat. Copa Federación Española de Rugby (FER) |                                   |                                   |                                   |                                   |                                   |                                   |                                   |                                   |                                   |
| IVª Cat.  | REGIONALES                                                        | REGIONALES                        | REGIONALES                        | REGIONALES                        | REGIONALES                        | REGIONALES                        | REGIONALES                        | REGIONALES                        | REGIONALES                        | REGIONALES                        |
| IVª Cat.  | Liga Alavesa                                                      |                                   | Cataluña 1ª Div                   | Liga Valencia 1ª                  | Liga Sevilla                      |                                   | Madrid 1ª Div.                    | Liga Valladolid                   |                                   |                                   |
| IVª Cat.  | Liga Guipúzcoa                                                    |                                   | Cataluña 2ª Div                   | Liga Alicante                     | Liga Granada                      |                                   | Madrid 2ª Div.                    |                                   |                                   |                                   |
| IVª Cat.  | Liga Vizcaya                                                      |                                   |                                   |                                   |                                   |                                   |                                   |                                   |                                   |                                   |

## Torneos Clasificación a Ligas Nacionales
|  | Clasificado para Fase Final        |
|  | Clasificado para División de Honor |
|  | Clasificado para 1ª División       |
|  | Clasificado para 2ª División       |

### Torneo del País Vasco
El tornero vasco se hizo en una liga de 10 equipos a una vuelta con los 8 equipos de 1ª División de la temporada 81/82, por lo que no se hicieron efectivos los descensos de Ordizia y Universitario. Además se añadieron los dos equipos que habían ganado el ascenso, el Munguía y el Bilbao RC. Se clasificarán para la División de Honor los dos primeros y los 8 restantes formarán el Grupo Norte de la 1ª División. Igualmente para hacer el Grupo I de la 2ª División se realizaron torneos provinciales, dando dos plazas a Álava, 3 a Vizcaya y 3 a Guipúzcoa-Navarra. 
|                                |                             |   |   |   |     |  |  |  |  |  |  |  |  |  |  |  |  |  |
| Pos                            | Equipo                      | V | E | D | Pts |  |  |  |  |  |  |  |  |  |  |  |  |  |
| 1º                             | Club Atlético San Sebastián | 9 | 0 | 0 | 18  |  |  |  |  |  |  |  |  |  |  |  |  |  |
| 2º                             | Getxo Rugby Taldea          | 8 | 0 | 1 | 16  |  |  |  |  |  |  |  |  |  |  |  |  |  |
| 3º                             | Hernani Rugby Club          | 7 | 0 | 2 | 14  |  |  |  |  |  |  |  |  |  |  |  |  |  |
| 4º                             | Gernika Rugby Taldea        | 5 | 0 | 4 | 10  |  |  |  |  |  |  |  |  |  |  |  |  |  |
| 5º                             | Zaharrean Rugby Taldea      | 5 | 0 | 4 | 10  |  |  |  |  |  |  |  |  |  |  |  |  |  |
| 6º                             | Bilbao Rugby Club           | 4 | 0 | 5 | 8   |  |  |  |  |  |  |  |  |  |  |  |  |  |
| 7º                             | Universitario Bilbao        | 3 | 0 | 6 | 6   |  |  |  |  |  |  |  |  |  |  |  |  |  |
| 8º                             | Rugby Club Irún             | 2 | 0 | 7 | 4   |  |  |  |  |  |  |  |  |  |  |  |  |  |
| 9º                             | Ordizia Rugby Elkartea      | 1 | 0 | 8 | 2   |  |  |  |  |  |  |  |  |  |  |  |  |  |
| 10º                            | Munguía Rugby Taldea        | 1 | 0 | 8 | 1*  |  |  |  |  |  |  |  |  |  |  |  |  |  |
| * -1 punto por incomparecencia |                             |   |   |   |     |  |  |  |  |  |  |  |  |  |  |  |  |  |

|     |                |   |   |   |     |  |  |  |  |  |  |  |  |  |  |  |  |  |
| Pos | Equipo         | V | E | D | Pts |  |  |  |  |  |  |  |  |  |  |  |  |  |
| 1º  | Gaztedi R.T. A | 3 | 0 | 0 | 6   |  |  |  |  |  |  |  |  |  |  |  |  |  |
| 2º  | Kirrinka R.T.  | 2 | 0 | 1 | 4   |  |  |  |  |  |  |  |  |  |  |  |  |  |
| 3º  | Gaztedi R.T. B | 1 | 0 | 2 | 2   |  |  |  |  |  |  |  |  |  |  |  |  |  |
| 4º  | Abance R.T.    | 0 | 0 | 3 | 0   |  |  |  |  |  |  |  |  |  |  |  |  |  |

|     |                 |   |   |   |     |  |  |  |  |  |  |  |  |  |  |  |  |  |
| Pos | Equipo          | V | E | D | Pts |  |  |  |  |  |  |  |  |  |  |  |  |  |
| 1º  | Atlético S.S. B | 7 | 0 | 0 | 14  |  |  |  |  |  |  |  |  |  |  |  |  |  |
| 2º  | Iruña R.C.      | 6 | 0 | 1 | 12  |  |  |  |  |  |  |  |  |  |  |  |  |  |
| 3º  | Hernani R.C. B  | 5 | 0 | 2 | 10  |  |  |  |  |  |  |  |  |  |  |  |  |  |
| 4º  | C.D. Zarautz    | 4 | 0 | 3 | 8   |  |  |  |  |  |  |  |  |  |  |  |  |  |
| 5º  | J.D. Mondragón  | 3 | 0 | 4 | 6   |  |  |  |  |  |  |  |  |  |  |  |  |  |
| 6º  | C.R.U. Navarra  | 2 | 0 | 5 | 4   |  |  |  |  |  |  |  |  |  |  |  |  |  |
| 7º  | Hilarión Eslava | 1 | 0 | 6 | 2   |  |  |  |  |  |  |  |  |  |  |  |  |  |
| 8º  | Eibar R.T.      | 0 | 0 | 7 | 0   |  |  |  |  |  |  |  |  |  |  |  |  |  |

|     |                 |   |   |   |     |  |  |  |  |  |  |  |  |  |  |  |  |  |
| Pos | Equipo          | V | E | D | Pts |  |  |  |  |  |  |  |  |  |  |  |  |  |
| 1º  | Getxo R.T. B    | 4 | 1 | 0 | 9   |  |  |  |  |  |  |  |  |  |  |  |  |  |
| 2º  | Elorrio R.T.    | 4 | 0 | 1 | 8   |  |  |  |  |  |  |  |  |  |  |  |  |  |
| 3º  | Kakarraldo R.T. | 3 | 1 | 1 | 7   |  |  |  |  |  |  |  |  |  |  |  |  |  |
| 4º  | Sarriko R.T.    | 2 | 0 | 3 | 4   |  |  |  |  |  |  |  |  |  |  |  |  |  |
| 5º  | Baracaldo R.C.  | 1 | 0 | 4 | 2   |  |  |  |  |  |  |  |  |  |  |  |  |  |
| 6º  | Gernika R.T. B  | 0 | 0 | 5 | 0   |  |  |  |  |  |  |  |  |  |  |  |  |  |

### Torneo de Cataluña
El torneo Catalán que valdrá también como Campeonato de Cataluña de 1ª categoría consta de 14 equipos en dos grupos de 7. Los equipos participantes son los que en la temporada pasada militaban en 1ª División (7), más los equipos no filiales de la 2ª División (5) y se completa con los dos primeros de la liga regional catalana de 1982. Los vencedores de grupo se convertirán en equipos de División de Honor. 2º, 3º, 4º de cada grupo conformaran el Grupo Levante de la 1ª División, con dos equipos valencianos. Los tres últimos jugarán la 2ª división, junto a dos equipos clasificados de la 2ª categoría regional. Esta 2ª categoría se formará con todos los equipos B y el resto de equipos A que permanecían en regional. Para hacer una clasificación final se celebrará una jornada con enfrentamientos del grupo A contra el grupo B de su misma posición (1º contra 1º, 2º contra 2º, etc.) 
|     |                                   |   |   |   |     |  |  |  |  |  |  |  |  |  |  |  |  |  |
| Pos | Equipo                            | V | E | D | Pts |  |  |  |  |  |  |  |  |  |  |  |  |  |
| 1º  | Rugby Club Cornellà               | 6 | 0 | 0 | 12  |  |  |  |  |  |  |  |  |  |  |  |  |  |
| 2º  | Futbol Club Barcelona             | 5 | 0 | 1 | 10  |  |  |  |  |  |  |  |  |  |  |  |  |  |
| 3º  | Barcelona Universitari Club (BUC) | 4 | 0 | 2 | 8   |  |  |  |  |  |  |  |  |  |  |  |  |  |
| 4º  | Club Natació Barcelona            | 3 | 0 | 3 | 6   |  |  |  |  |  |  |  |  |  |  |  |  |  |
| 5º  | Unió Esportiva Bellvitge          | 2 | 0 | 4 | 4   |  |  |  |  |  |  |  |  |  |  |  |  |  |
| 6º  | Club Esportiu Universitari        | 1 | 0 | 5 | 2   |  |  |  |  |  |  |  |  |  |  |  |  |  |
| 7º  | Real Club Deportivo Español       | 0 | 0 | 6 | 0   |  |  |  |  |  |  |  |  |  |  |  |  |  |

|     |                              |   |   |   |     |  |  |  |  |  |  |  |  |  |  |  |  |  |
| Pos | Equipo                       | V | E | D | Pts |  |  |  |  |  |  |  |  |  |  |  |  |  |
| 1º  | Unió Esportiva Santboiana    | 5 | 1 | 0 | 11  |  |  |  |  |  |  |  |  |  |  |  |  |  |
| 2º  | Club Natació Montjuïc        | 5 | 0 | 1 | 10  |  |  |  |  |  |  |  |  |  |  |  |  |  |
| 3º  | G.E.i.E.G.-Gerona            | 3 | 1 | 2 | 7   |  |  |  |  |  |  |  |  |  |  |  |  |  |
| 4º  | Club Natació Poble Nou       | 3 | 0 | 3 | 6   |  |  |  |  |  |  |  |  |  |  |  |  |  |
| 5º  | VPC Rugby Andorra            | 2 | 1 | 3 | 5   |  |  |  |  |  |  |  |  |  |  |  |  |  |
| 6º  | Bonanova Rugby Club          | 1 | 1 | 4 | 3   |  |  |  |  |  |  |  |  |  |  |  |  |  |
| 7º  | Club de Rugby Atlético Cassá | 0 | 0 | 6 | 0   |  |  |  |  |  |  |  |  |  |  |  |  |  |

| Fase Clasificación                | Fase Clasificación | Fase Clasificación           | Fase Clasificación    | Fase Clasificación           | Fase Clasificación    | Fase Clasificación            |
| Local                             | Resultado          | Visitante                    | Clasificación 1ª Cat. | Clasificación 1ª Cat.        | Clasificación 2ª Cat. | Clasificación 2ª Cat.         |
| --------------------------------- | ------------------ | ---------------------------- | --------------------- | ---------------------------- | --------------------- | ----------------------------- |
| Rugby Club Cornellà               | 4-18               | Unió Esportiva Santboiana    | 1º                    | Unió Esportiva Santboiana    | 1º                    | Unió Esportiva Santboiana B   |
| Rugby Club Cornellà               | 4-18               | Unió Esportiva Santboiana    | 2º                    | Rugby Club Cornellà          | 2º                    | B.U.C. B                      |
| Futbol Club Barcelona             | 46-3               | Club Natació Montjuïc        | 3º                    | Futbol Club Barcelona        | 3º                    | Futbol Club Barcelona B       |
| Futbol Club Barcelona             | 46-3               | Club Natació Montjuïc        | 4º                    | Club Natació Montjuïc        | 4º                    | Club Natació Montjuïc B       |
| Barcelona Universitari Club (BUC) | 10-9               | G.E.i.E.G.-Gerona            | 5º                    | B.U.C.                       | 5º                    | Club Esportiu Universitari B  |
| Barcelona Universitari Club (BUC) | 10-9               | G.E.i.E.G.-Gerona            | 6º                    | G.E.i.E.G.-Gerona            | 6º                    | Club Natació Barcelona B      |
| Club Natació Barcelona            | 11-6               | Club Natació Poble Nou       | 7º                    | Club Natació Barcelona       | 7º                    | Rugby Club Badalona           |
| Club Natació Barcelona            | 11-6               | Club Natació Poble Nou       | 8º                    | Club Natació Poble Nou       | 8º                    | Reus Deportivo                |
| Unió Esportiva Bellvitge          | 6-0 np             | VPC Rugby Andorra            | 9º                    | Unió Esportiva Bellvitge     | 9º                    | Sociedad Deportiva Maquinista |
| Unió Esportiva Bellvitge          | 6-0 np             | VPC Rugby Andorra            | 10º                   | VPC Rugby Andorra            | 10º                   | INB Puig Castellar            |
| Club Esportiu Universitari        | 15-13              | Bonanova Rugby Club          | 11º                   | Club Esportiu Universitari   | 11º                   | Rugby Club Cornellà B         |
| Club Esportiu Universitari        | 15-13              | Bonanova Rugby Club          | 12º                   | Bonanova Rugby Club          |                       |                               |
| Real Club Deportivo Español       | 6-0 np             | Club de Rugby Atlético Cassá | 13º                   | Real Club Deportivo Español  |                       |                               |
| Real Club Deportivo Español       | 6-0 np             | Club de Rugby Atlético Cassá | 14º                   | Club de Rugby Atlético Cassá |                       |                               |

### Torneo de Madrid
En el torneo Madrileño participaban los 6 equipos de 1º División de 1982 y los 6 no filiales de la 2ª División, quedaban fuera Arquitectura B y CAU B. Estos 12 equipos se dividían en 3 grupos de 4, que jugaban todos contra todos a una vuelta. Los dos primeros de cada grupo formarán el grupo A-I en el que se jugaban las dos plazas de División de Honor adjudicadas e Madrid, los otros 4 se clasificaban para la 1ª división. Los 6 perdedores formaban el grupo A-II, que daba 2 plazas de 1ª división y el resto entraba en al 2ª División. Aún quedaban 4 plazas libres para esta división, que se ganarían en el torneo de 2ª categoría, con todos los filiales y el resto de equipos de regional. 
|     |                        |   |   |   |     |  |  |  |  |  |  |  |  |  |  |  |  |  |
| Pos | Equipo                 | V | E | D | Pts |  |  |  |  |  |  |  |  |  |  |  |  |  |
| 1º  | Olímpico R.C.          | 3 | 0 | 0 | 6   |  |  |  |  |  |  |  |  |  |  |  |  |  |
| 2º  | C.D. Acantos           | 2 | 0 | 1 | 4   |  |  |  |  |  |  |  |  |  |  |  |  |  |
| 3º  | C.D. Filosofía         | 1 | 0 | 2 | 2   |  |  |  |  |  |  |  |  |  |  |  |  |  |
| 4º  | A.D. Ing. Industriales | 0 | 0 | 3 | 0   |  |  |  |  |  |  |  |  |  |  |  |  |  |

|     |                   |   |   |   |     |  |  |  |  |  |  |  |  |  |  |  |  |  |
| Pos | Equipo            | V | E | D | Pts |  |  |  |  |  |  |  |  |  |  |  |  |  |
| 1º  | C.D. Arquitectura | 2 | 0 | 1 | 4   |  |  |  |  |  |  |  |  |  |  |  |  |  |
| 2º  | CAU-Madrid        | 2 | 0 | 1 | 4   |  |  |  |  |  |  |  |  |  |  |  |  |  |
| 3º  | Teca R.C.         | 2 | 0 | 1 | 4   |  |  |  |  |  |  |  |  |  |  |  |  |  |
| 4º  | C.R. Karmen       | 0 | 0 | 3 | 0   |  |  |  |  |  |  |  |  |  |  |  |  |  |

|     |                |   |   |   |     |  |  |  |  |  |  |  |  |  |  |  |  |  |
| Pos | Equipo         | V | E | D | Pts |  |  |  |  |  |  |  |  |  |  |  |  |  |
| 1º  | C.M. Cisneros  | 3 | 0 | 0 | 6   |  |  |  |  |  |  |  |  |  |  |  |  |  |
| 2º  | Canoe N.C.     | 2 | 0 | 1 | 4   |  |  |  |  |  |  |  |  |  |  |  |  |  |
| 3º  | C.E. Urogallos | 1 | 0 | 2 | 2   |  |  |  |  |  |  |  |  |  |  |  |  |  |
| 4º  | Liceo Francés  | 0 | 0 | 3 | 0   |  |  |  |  |  |  |  |  |  |  |  |  |  |

|     |                   |   |   |   |     |  |  |  |  |  |  |  |  |  |  |  |  |  |
| Pos | Equipo            | V | E | D | Pts |  |  |  |  |  |  |  |  |  |  |  |  |  |
| 1º  | C.D. Arquitectura | 6 | 0 | 0 | 12  |  |  |  |  |  |  |  |  |  |  |  |  |  |
| 2º  | C.M. Cisneros     | 5 | 0 | 1 | 10  |  |  |  |  |  |  |  |  |  |  |  |  |  |
| 3º  | CAU-Madrid        | 4 | 0 | 2 | 8   |  |  |  |  |  |  |  |  |  |  |  |  |  |
| 4º  | Olímpico R.C.     | 3 | 0 | 3 | 6   |  |  |  |  |  |  |  |  |  |  |  |  |  |
| 5º  | C.D. Acantos      | 2 | 0 | 4 | 4   |  |  |  |  |  |  |  |  |  |  |  |  |  |
| 6º  | Canoe N.C.        | 1 | 0 | 5 | 2   |  |  |  |  |  |  |  |  |  |  |  |  |  |

|     |                        |   |   |   |     |  |  |  |  |  |  |  |  |  |  |  |  |  |
| Pos | Equipo                 | V | E | D | Pts |  |  |  |  |  |  |  |  |  |  |  |  |  |
| 1º  | C.D. Filosofía         | 5 | 1 | 0 | 11  |  |  |  |  |  |  |  |  |  |  |  |  |  |
| 2º  | C.E. Urogallos         | 5 | 0 | 1 | 10  |  |  |  |  |  |  |  |  |  |  |  |  |  |
| 3º  | C.R. Karmen            | 3 | 1 | 2 | 7   |  |  |  |  |  |  |  |  |  |  |  |  |  |
| 4º  | Teca R.C.              | 3 | 0 | 3 | 6   |  |  |  |  |  |  |  |  |  |  |  |  |  |
| 5º  | A.D. Ing. Industriales | 2 | 1 | 3 | 5   |  |  |  |  |  |  |  |  |  |  |  |  |  |
| 6º  | Liceo Francés          | 0 | 0 | 6 | 0   |  |  |  |  |  |  |  |  |  |  |  |  |  |

| Madrid Torneo B | Madrid Torneo B               |
| --------------- | ----------------------------- |
| 1º              | Club Deportivo Arquitectura B |
| 2º              | Canoe Natación Club B         |
| 3º              | Colegio Mayor Cisneros B      |
| 4º              | CAU Madrid Rugby Club B       |
| 5º              | Olímpico Pozuelo Rugby Club B |
| 6º              | Club Deportivo Acantos B      |
| 7º              | Teca Rugby Club B             |
| 8º              | Rugby Club Geológicas         |
| 9º              | Club Deportivo Jogging        |
| 10º             | C.D. Filosofía y Letras B     |
| 11º             | Liceo Francés B               |
| 12º             | Club de Rugby Karmen B        |

### Torneo de Valencia
En Valencia constará de dos fases. En la Fase Previa se dividen en dos grupos de 7 equipos, los 4 primeros de cada grupo pasarán a disputar la fase de ascenso a División de Honor. El Valencia B queda 3º en su grupo, cede su plaza al 5º y está directamente clasificado para la 2ª División. En la Fase Final, los 8 clasificados forman el grupo A2, en el cual, que jugaran los del grupo A contra el B conservando los resultados de la fase previa con los equipos de su grupo. Los dos primeros clasificados jugarán la División de Honor, el 3º y el 4º jugarán la 1ª División y el resto jugará en 2ª división. En el grupo B2 está en juego un puesto en la 2ª División para el ganador, ya que la otra plaza fue conseguida por el Valencia B en la fase previa. En el grupo de Alicante se disputan dos plazas para jugar en 2ª División.

|     |                       |   |   |   |     |  |  |  |  |  |  |  |  |  |  |  |  |  |
| Pos | Equipo                | V | E | D | Pts |  |  |  |  |  |  |  |  |  |  |  |  |  |
| 1º  | C.P. Les Abelles      | 5 | 1 | 0 | 11  |  |  |  |  |  |  |  |  |  |  |  |  |  |
| 2º  | Tatami Rugby Club     | 5 | 0 | 1 | 10  |  |  |  |  |  |  |  |  |  |  |  |  |  |
| 3º  | Valencia Rugby Club B | 4 | 1 | 1 | 9   |  |  |  |  |  |  |  |  |  |  |  |  |  |
| 4º  | CAU Rugby Valencia    | 3 | 0 | 3 | 6   |  |  |  |  |  |  |  |  |  |  |  |  |  |
| 5º  | Cullera Rugby Club    | 2 | 0 | 4 | 4   |  |  |  |  |  |  |  |  |  |  |  |  |  |
| 6º  | Burjasot Rugby Club   | 1 | 0 | 5 | 2   |  |  |  |  |  |  |  |  |  |  |  |  |  |
| 7º  | Requena Rugby Club    | 0 | 0 | 6 | 0   |  |  |  |  |  |  |  |  |  |  |  |  |  |

|      |                         |                       |                       |                       |                       |  |  |  |  |  |  |  |  |  |  |  |  |  |
| Pos  | Equipo                  | V                     | E                     | D                     | Pts                   |  |  |  |  |  |  |  |  |  |  |  |  |  |
| 1º   | Valencia Rugby Club     | 6                     | 0                     | 0                     | 12                    |  |  |  |  |  |  |  |  |  |  |  |  |  |
| 2º   | U.E.R. Moncada          | 3                     | 1                     | 1                     | 7                     |  |  |  |  |  |  |  |  |  |  |  |  |  |
| 3º   | San Roque Club de Rugby | 3                     | 1                     | 1                     | 7                     |  |  |  |  |  |  |  |  |  |  |  |  |  |
| 4º   | Xè-15 Valencia          | 2                     | 0                     | 3                     | 4                     |  |  |  |  |  |  |  |  |  |  |  |  |  |
| 5º   | Tatami Rugby Club B     | 1                     | 0                     | 4                     | 2                     |  |  |  |  |  |  |  |  |  |  |  |  |  |
| 6º   | Castellón Rugby Club    | 0                     | 0                     | 5                     | 0                     |  |  |  |  |  |  |  |  |  |  |  |  |  |
| Desc | Arquitectura Valencia   | Doble incomparecencia | Doble incomparecencia | Doble incomparecencia | Doble incomparecencia |  |  |  |  |  |  |  |  |  |  |  |  |  |

|     |                         |   |   |   |     |  |  |  |  |  |  |  |  |  |  |  |  |  |
| Pos | Equipo                  | V | E | D | Pts |  |  |  |  |  |  |  |  |  |  |  |  |  |
| 1º  | Valencia Rugby Club     | 7 | 0 | 0 | 14  |  |  |  |  |  |  |  |  |  |  |  |  |  |
| 2º  | C.P. Les Abelles        | 6 | 0 | 1 | 12  |  |  |  |  |  |  |  |  |  |  |  |  |  |
| 3º  | Tatami Rugby Club       | 4 | 0 | 3 | 8   |  |  |  |  |  |  |  |  |  |  |  |  |  |
| 4º  | San Roque Club de Rugby | 3 | 1 | 3 | 7   |  |  |  |  |  |  |  |  |  |  |  |  |  |
| 5º  | U.E.R. Moncada          | 3 | 1 | 3 | 7   |  |  |  |  |  |  |  |  |  |  |  |  |  |
| 6º  | Xè-15 Valencia          | 2 | 0 | 5 | 4   |  |  |  |  |  |  |  |  |  |  |  |  |  |
| 7º  | CAU Rugby Valencia      | 2 | 0 | 5 | 4   |  |  |  |  |  |  |  |  |  |  |  |  |  |
| 8º  | Cullera Rugby Club      | 0 | 0 | 7 | 0   |  |  |  |  |  |  |  |  |  |  |  |  |  |

|     |                       |   |   |   |     |  |  |  |  |  |  |  |  |  |  |  |  |  |
| Pos | Equipo                | V | E | D | Pts |  |  |  |  |  |  |  |  |  |  |  |  |  |
| 1º  | Burjasot Rugby Club   | 4 | 0 | 1 | 8   |  |  |  |  |  |  |  |  |  |  |  |  |  |
| 2º  | Tatami Rugby Club B   | 3 | 0 | 2 | 6   |  |  |  |  |  |  |  |  |  |  |  |  |  |
| 3º  | Requena Rugby Club    | 2 | 0 | 3 | 4   |  |  |  |  |  |  |  |  |  |  |  |  |  |
| 4º  | Castellón Rugby Club  | 2 | 0 | 3 | 4   |  |  |  |  |  |  |  |  |  |  |  |  |  |
| 5º  | Arquitectura Valencia | 0 | 0 | 4 | 0   |  |  |  |  |  |  |  |  |  |  |  |  |  |

|     |                        |   |   |   |     |  |  |  |  |  |  |  |  |  |  |  |  |  |
| Pos | Equipo                 | V | E | D | Pts |  |  |  |  |  |  |  |  |  |  |  |  |  |
| 1º  | U.R.E.S.-78            | 6 | 0 | 0 | 12  |  |  |  |  |  |  |  |  |  |  |  |  |  |
| 2º  | C.E.U. Alicante        | 3 | 1 | 1 | 7   |  |  |  |  |  |  |  |  |  |  |  |  |  |
| 3º  | Elche Club de Rugby    | 3 | 1 | 1 | 7   |  |  |  |  |  |  |  |  |  |  |  |  |  |
| 4º  | Villajoyosa Rugby Club | 2 | 0 | 3 | 4   |  |  |  |  |  |  |  |  |  |  |  |  |  |
| 5º  | Orihuela Club de Rugby | 1 | 0 | 4 | 2   |  |  |  |  |  |  |  |  |  |  |  |  |  |
| 6º  | Murcia Rugby Club      | 1 | 0 | 4 | 2   |  |  |  |  |  |  |  |  |  |  |  |  |  |
| 7º  | Cartagena Rugby Club   | 1 | 0 | 4 | 2   |  |  |  |  |  |  |  |  |  |  |  |  |  |

### Torneos clasificación para 1ª División Nacional (Otras territoriales)
En el resto de territoriales no se juegan plazas de División de Honor, pero los torneos son clasificatorios para 1ª y 2ª.

En Sevilla se juegan 2 plazas para el grupo Centro-Sur de 1ª división y las 5 plazas siguientes para 2ª división.

En Granada se juegan 3 plazas para 2ª División

En Asturias hay en juego 3 plazas para el grupo Noroeste de 1ª División y el resto para 2ª.

En Valladolid 4 plazas para el grupo Noroeste de 1ª División y el resto para 2ª.

En el inter-provincial de Castilla 1 plaza para la 1ª División y el resto para 2ª.

| Sevilla | Sevilla                     | Granada | Granada                      | Asturias | Asturias                      | Valladolid | Valladolid                   | Castilla | Castilla              |
| ------- | --------------------------- | ------- | ---------------------------- | -------- | ----------------------------- | ---------- | ---------------------------- | -------- | --------------------- |
| 1º      | Ciencias de Sevilla         | 1º      | Hípica Rugby Club de Granada | 1º       | C.D. Económicas Oviedo        | 1º         | CDU-Valladolid               | 1º       | C.D.U. Salamanca      |
| 2º      | Sevilla Futbol Club         | 2º      | Universidad de Granada       | 2º       | Real Sporting de Gijón        | 2º         | Club Deportivo Lourdes       | 2º       | León Rugby Club       |
| 3º      | C.R. Divina Pastora         | 3º      | Universitario Córdoba        | 3º       | C.A.U. Oviedo                 | 3º         | Club Deportivo San José      | 3º       | Diego Porcelos Burgos |
| 4º      | CR Atlético Portuense       | 4º      | Club de Rugby Chana Granada  | 4º       | Lauro Club de Rugby           | 4º         | Club Deportivo El Salvador   | 4º       | Zamora Rugby Club     |
| 5º      | Club Amigos del Rugby (CAR) | 5º      | Derecho Málaga               | 5º       | Pipol's Rugby Club            | 5º         | Club Deportivo El Salvador B |          |                       |
| 6º      | Medicina Sevilla            | 6º      | Colegio Mayor Nevalo Córdoba | 6º       | Asociación Atlética Avilesina | 6º         | CDU-Valladolid B             |          |                       |
| 7º      | Arquitectura Sevilla        |         |                              | 7º       | Sociedad Deportiva Andecha    |            |                              |          |                       |
| 8º      | Medicina Cádiz              |         |                              |          |                               |            |                              |          |                       |

## Iº Campeonato Nacional de Liga División de Honor (Trofeo Camel)

### Equipos Clasificados
Por lo ajustado del calendario se decidió que solo se clasificaran 8 equipos, pero con el proyecto de aumentar para la siguiente temporada a 10 equipos y en ediciones posteriores a 12 o 14 equipos. La competición, de nuevo por la falta de fechas, se desarrollará a una sola vuelta.
Tras los torneos clasificatorios de las federaciones territoriales, se clasificaron para la División de Honor los siguientes clubs:
| Federación | Campeón                     | Subcampeón             |
| ---------- | --------------------------- | ---------------------- |
| Madrid     | Club Deportivo Arquitectura | Colegio Mayor Cisneros |
| Cataluña   | Unió Esportiva Santboiana   | Rugby Club Cornellà    |
| País Vasco | Club Atlético San Sebastián | Getxo Rugby Taldea     |
| Valencia   | Valencia Rugby Club         | C.P. Les Abelles       |

Se echaban de menos notables ausencias, como el tres veces subcampeón de los años anteriores, el Hernani. Entre los 5 equipos punteros de Madrid, obviamente 3 se debían quedar fuera, y como principal damnificado estaba el Canoe, subcampeón del grupo Centro los dos años precedentes. También el CAU-Madrid doble campeón de liga en los años 70 o el Olímpico club en ascenso plagado de jugadores internacionales. Otro gran perjudicado era el FC Barcelona campeón de su grupo el año anterior y 3º en la liga de 1982. El gran agraciado con el nuevo sistema fue el Les Abelles que en la temporada anterior había sido 4º en su grupo de 2ª división y ahora era equipo de División de Honor.
No hay plazas de descenso, ya que para la temporada 1983-84 se repetirán los torneos clasificatorios como en esta temporada.

### Resultados
Con un torneo a una sola vuelta todos los partidos eran como finales. La primera sorpresa se produce en el primer partido cuando el gran favorito, Arquitectura cae en casa ante el Valencia, y la derrota de la Escuela en la tercera jornada frente a la Santboiana le deja casi fuera por la lucha por revalidar el título. La victoria en esa misma jornada del Valencia sobre el Atlético le pone líder con un punto sobre donostiarras, el Santboi y el Colegio. En la 4.ª jornada, en el ecuador de la liga, se juegan los derbis regionales, el Arquitectura acaba con las esperanzas del Cisneros de mantenerse arriba, mientras, Valencia, Santboiana y Atlético salvan sus compromisos. La 6º jornada es casi la definitiva, el Valencia recibe a Santboi y una victoria le daría media liga, los valencianos logran el triunfo por 27-14. Ahora les basta obtener un punto en Getxo para ganar su primera liga. En un partido lleno de tensión los valencianos se imponen en Fadura por 6-12 asegurándose el campeonato y pasando a la historia como los primeros campeones de División de Honor. El Atlético San Sebastián es segundo a un solo punto. Santboiana son terceros y los favoritos, Arquitectura solo logran ser cuartos con un registro de 4 victorias y 3 derrotas.
| Resultados División de Honor       | Resultados División de Honor | Resultados División de Honor | Resultados División de Honor |
| Ciudad                             | Local                        | Resultado                    | Visitante                    |
| ---------------------------------- | ---------------------------- | ---------------------------- | ---------------------------- |
| 1ª Jornada (16 de enero de 1983)   |                              |                              |                              |
| Madrid                             | Club Deportivo Arquitectura  | 14-25                        | Valencia Rugby Club          |
| Madrid                             | Colegio Mayor Cisneros       | 60-15                        | C.P. Les Abelles             |
| San Sebastián                      | Club Atlético San Sebastián  | 36-3                         | Unió Esportiva Santboiana    |
| Guecho                             | Getxo Rugby Taldea           | 15-9                         | Rugby Club Cornellà          |
| 2ª Jornada (23 de enero de 1983)   |                              |                              |                              |
| Madrid                             | Colegio Mayor Cisneros       | 7-15                         | Club Atlético San Sebastián  |
| Madrid                             | Club Deportivo Arquitectura  | 60-8                         | Getxo Rugby Taldea           |
| Cornellá                           | Rugby Club Cornellà          | 11-11                        | Valencia Rugby Club          |
| San Baudilio                       | Unió Esportiva Santboiana    | 61-3                         | C.P. Les Abelles             |
| 3ª Jornada (30 de enero de 1983)   |                              |                              |                              |
| San Baudilio                       | Unió Esportiva Santboiana    | 27-4                         | Club Deportivo Arquitectura  |
| Cornellá                           | Rugby Club Cornellà          | 0-12                         | Colegio Mayor Cisneros       |
| Valencia                           | Valencia Rugby Club          | 18-7                         | Club Atlético San Sebastián  |
| Valencia                           | C.P. Les Abelles             | 0-15                         | Getxo Rugby Taldea           |
| 4ª Jornada (6 de febrero de 1983)  |                              |                              |                              |
| Madrid                             | Club Deportivo Arquitectura  | 11-9                         | Colegio Mayor Cisneros       |
| Cornellá                           | Rugby Club Cornellà          | 3-19                         | Unió Esportiva Santboiana    |
| San Sebastián                      | Club Atlético San Sebastián  | 33-7                         | Getxo Rugby Taldea           |
| Valencia                           | Valencia Rugby Club          | 40-9                         | C.P. Les Abelles             |
| 5ª Jornada (13 de febrero de 1983) |                              |                              |                              |
| Valencia                           | Valencia Rugby Club          | 31-4                         | Colegio Mayor Cisneros       |
| Valencia                           | C.P. Les Abelles             | 0-94                         | Club Deportivo Arquitectura  |
| San Baudilio                       | Unió Esportiva Santboiana    | 31-4                         | Getxo Rugby Taldea           |
| Cornellá                           | Rugby Club Cornellà          | 6-9                          | Club Atlético San Sebastián  |
| 6ª Jornada (27 de febrero de 1983) |                              |                              |                              |
| San Sebastián                      | Club Atlético San Sebastián  | 16-6                         | Club Deportivo Arquitectura  |
| Guecho                             | Getxo Rugby Taldea           | 38-3                         | Colegio Mayor Cisneros       |
| Valencia                           | Valencia Rugby Club          | 27-14                        | Unió Esportiva Santboiana    |
| Valencia                           | C.P. Les Abelles             | 4-9                          | Getxo Rugby Taldea           |
| 7ª Jornada (6 de marzo de 1983)    |                              |                              |                              |
| Madrid                             | Colegio Mayor Cisneros       | 9-15                         | Unió Esportiva Santboiana    |
| Madrid                             | Club Deportivo Arquitectura  | 26-16                        | Rugby Club Cornellà          |
| Guecho                             | Getxo Rugby Taldea           | 6-12                         | Valencia Rugby Club          |
| San Sebastián                      | Club Atlético San Sebastián  | 76-4                         | C.P. Les Abelles             |

| Local \ Visitante | ABE   | ARQ  | ASS  | CIS   | COR   | GTX   | SAN   | VAL   |
| ----------------- | ----- | ---- | ---- | ----- | ----- | ----- | ----- | ----- |
| CP LES ABELLES    | —     | 0–94 |      |       | 4–9   | 0–15  |       |       |
| CD ARQUITECTURA   |       | —    |      | 11–9  | 26–16 | 60–8  |       | 14–25 |
| Club ATLÉTICO SS  | 76–4  | 16–6 | —    |       |       | 26–16 | 36–3  |       |
| CM CISNEROS       | 60–15 |      | 7–15 | —     |       |       | 9–15  |       |
| RC CORNELLÀ       |       |      | 6–9  | 0–12  | —     |       | 3–19  | 11–11 |
| GETXO RT          |       |      |      | 19–11 | 15–19 | —     |       | 6–12  |
| UE SANTBOIANA     | 61–3  | 27–4 |      |       |       | 31–4  | —     |       |
| VALENCIA RC       | 40–9  |      | 18–7 | 31–4  |       |       | 27–14 | —     |

### Clasificación
|     |                             |     |   |   |   |     |     |     |  |  |  |  |  |  |  |  |  |  |
| Pos | Equipo                      | Jug | V | E | D | PF  | PC  | Pts |  |  |  |  |  |  |  |  |  |  |
| 1º  | Valencia Rugby Club         | 7   | 6 | 1 | 0 | 164 | 65  | 13  |  |  |  |  |  |  |  |  |  |  |
| 2º  | Club Atlético San Sebastián | 7   | 6 | 0 | 1 | 185 | 60  | 12  |  |  |  |  |  |  |  |  |  |  |
| 3º  | Unió Esportiva Santboiana   | 7   | 5 | 0 | 2 | 170 | 86  | 10  |  |  |  |  |  |  |  |  |  |  |
| 4º  | Club Deportivo Arquitectura | 7   | 4 | 0 | 3 | 215 | 101 | 8   |  |  |  |  |  |  |  |  |  |  |
| 5º  | Getxo Rugby Taldea          | 7   | 3 | 0 | 4 | 83  | 149 | 6   |  |  |  |  |  |  |  |  |  |  |
| 6º  | Colegio Mayor Cisneros      | 7   | 2 | 0 | 5 | 112 | 106 | 4   |  |  |  |  |  |  |  |  |  |  |
| 7º  | Rugby Club Cornellà         | 7   | 1 | 1 | 5 | 54  | 96  | 3   |  |  |  |  |  |  |  |  |  |  |
| 8º  | C.P. Les Abelles            | 7   | 0 | 0 | 7 | 35  | 355 | 0   |  |  |  |  |  |  |  |  |  |  |

| Trophee championnat Espagnol Rugby |
| Campeón                            |
| Valencia Rugby Club                |
| 1er título                         |

## XVIº Campeonato Nacional de Liga 1ª División
Con el establecimiento de la División de Honor, la liga de 1ª División se convertía en el segundo nivel del rugby español. Muchos clubes se vieron así de alguna forma descendidos a pesar de haber hecho una buena campaña el año anterior. Como en la temporada 1983/84 se repetiría el método de formación de ligas de este año, no habría puestos de ascenso ni de descenso. En esta competición por tanto solo estaba en juego el título oficioso de Campeón de 1ª División (4 títulos) y la clasificación para la Copa del Rey, en la que entrarían los dos primeros de cada grupo.

Una novedad importante era la nueva distribución geográfica de los equipos. La zona Sur que era la más problemática los años anteriores, con pocos equipos y muy desorganizada, se unió a Madrid, formando la zona Centro-Sur. Los clubes de Castilla y León se unían a los escindidos de la zona Norte (Asturias y Cantabria) para formar la zona Noroeste. La zona Norte quedaba restringida a País Vasco, Navarra y Aragón, y la zona Levante permanecía igual.
|  | Campeón. Clasificado para la Copa del Rey |
|  | Clasificado para la Copa del Rey          |

### Grupo Norte
Sin la presencia de Atlético y Getxo, el Hernani era el favorito indiscutible para proclamarse campeón. Efectivamente ganó todos sus partidos sin grandes problemas. Por la otra plaza para la Copa del Rey, Gernika y Ordizia lucharon hasta el final, pero la victoria de los de Vizcaya sobre los del Goyerri por 21-12 fue fundamental para llevarse la segunda plaza. El Munguía fue la revelación haciendo un buen campeonato y consiguiendo la cuarta posición.

| Resultados 1ª División NORTE         | Resultados 1ª División NORTE | Resultados 1ª División NORTE | Resultados 1ª División NORTE |
| Ciudad                               | Local                        | Resultado                    | Visitante                    |
| ------------------------------------ | ---------------------------- | ---------------------------- | ---------------------------- |
| 1ª Jornada (16 de enero de 1983)     |                              |                              |                              |
| Bilbao                               | Universitario Bilbao         | 0-18                         | Hernani Rugby Club           |
| Munguía                              | Munguía Rugby Taldea         | 9-4                          | Gernika Rugby Taldea         |
| San Sebastián                        | Zaharrean Rugby Taldea       | 13-8                         | Rugby Club Irún              |
| Hernani                              | Ordizia Rugby Elkartea       | 21-6                         | Bilbao Rugby Club            |
| 2ª Jornada (23 de enero de 1983)     |                              |                              |                              |
| Hernani                              | Hernani Rugby Club           | 18-7                         | Ordizia Rugby Elkartea       |
| Guernica                             | Gernika Rugby Taldea         | 16-0                         | Universitario Bilbao         |
| Irún                                 | Rugby Club Irún              | 8-8                          | Munguía Rugby Taldea         |
| Bilbao                               | Bilbao Rugby Club            | 32-10                        | Zaharrean Rugby Taldea       |
| 3ª Jornada (30 de enero de 1983)     |                              |                              |                              |
| Hernani                              | Hernani Rugby Club           | 10-8                         | Gernika Rugby Taldea         |
| Bilbao                               | Universitario Bilbao         | 4-26                         | Rugby Club Irún              |
| Munguía                              | Munguía Rugby Taldea         | 20-17                        | Bilbao Rugby Club            |
| Ordizia                              | Ordizia Rugby Elkartea       | 18-6                         | Zaharrean Rugby Taldea       |
| 4ª Jornada (6 de febrero de 1983)    |                              |                              |                              |
| Irún                                 | Rugby Club Irún              | 0-18                         | Hernani Rugby Club           |
| Guernica                             | Gernika Rugby Taldea         | 21-12                        | Ordizia Rugby Elkartea       |
| Bilbao                               | Bilbao Rugby Club            | 20-4                         | Universitario Bilbao         |
| San Sebastián                        | Zaharrean Rugby Taldea       | 0-7                          | Munguía Rugby Taldea         |
| 5ª Jornada (13 de febrero de 1983)   |                              |                              |                              |
| Guernica                             | Gernika Rugby Taldea         | 24-10                        | Rugby Club Irún              |
| Hernani                              | Hernani Rugby Club           | 21-3                         | Bilbao Rugby Club            |
| Bilbao                               | Universitario Bilbao         | 8-10                         | Zaharrean Rugby Taldea       |
| Hernani                              | Ordizia Rugby Elkartea       | 29-0                         | Munguía Rugby Taldea         |
| 6ª Jornada (27 de febrero de 1983)   |                              |                              |                              |
| Ordizia                              | Ordizia Rugby Elkartea       | 8-3                          | Rugby Club Irún              |
| Bilbao                               | Bilbao Rugby Club            | 7-34                         | Gernika Rugby Taldea         |
| San Sebastián                        | Zaharrean Rugby Taldea       | 0-36                         | Hernani Rugby Club           |
| Munguía                              | Munguía Rugby Taldea         | 16-10                        | Universitario Bilbao         |
| 7ª Jornada (15 de noviembre de 1981) |                              |                              |                              |
| Irún                                 | Rugby Club Irún              | 10-8                         | Bilbao Rugby Club            |
| Bilbao                               | Universitario Bilbao         | 14-16                        | Ordizia Rugby Elkartea       |
| Hernani                              | Hernani Rugby Club           | 54-4                         | Munguía Rugby Taldea         |
| Guernica                             | Gernika Rugby Taldea         | 35-3                         | Zaharrean Rugby Taldea       |

| Local \ Visitante    | BIL   | GER  | HER  | IRU   | MUN  | ORD   | UNI   | ZAH   |
| -------------------- | ----- | ---- | ---- | ----- | ---- | ----- | ----- | ----- |
| BILBAO R.C.          | —     | 7–34 |      |       |      |       | 20–4  | 30–10 |
| GERNIKA R.T.         |       | —    |      | 24–10 |      | 21–12 | 16–0  | 35–3  |
| HERNANI R.C.         | 23–3  | 10–8 | —    |       | 54–4 | 18–7  |       |       |
| R.C. IRÚN            | 10–8  |      | 0–18 | —     | 8–8  |       |       |       |
| MUNGUÍA R.T.         | 20–17 | 9–4  |      |       | —    |       | 16–10 |       |
| ORDIZIA R.E.         | 21–6  |      |      | 8–3   | 29–0 | —     |       | 18–6  |
| UNIVERSITARIO Bilbao |       |      | 0–18 | 4–26  |      | 14–16 | —     | 8–10  |
| ZAHARREAN R.T.       |       |      | 0–36 | 13–8  | 0–7  |       |       | —     |

|     |                        |     |   |   |   |     |     |     |  |  |  |  |  |  |  |  |  |  |
| Pos | Equipo                 | Jug | V | E | D | PF  | PC  | Pts |  |  |  |  |  |  |  |  |  |  |
| 1º  | Hernani Rugby Club     | 7   | 7 | 0 | 0 | 177 | 22  | 14  |  |  |  |  |  |  |  |  |  |  |
| 2º  | Gernika Rugby Taldea   | 7   | 5 | 0 | 2 | 142 | 51  | 10  |  |  |  |  |  |  |  |  |  |  |
| 3º  | Ordizia Rugby Elkartea | 7   | 5 | 0 | 2 | 111 | 68  | 10  |  |  |  |  |  |  |  |  |  |  |
| 4º  | Mungia Rugby Taldea    | 7   | 3 | 1 | 3 | 64  | 122 | 7   |  |  |  |  |  |  |  |  |  |  |
| 5º  | Rugby Club Irún        | 7   | 2 | 1 | 4 | 65  | 83  | 5   |  |  |  |  |  |  |  |  |  |  |
| 6º  | Bilbao Rugby Club      | 7   | 2 | 0 | 5 | 91  | 122 | 4   |  |  |  |  |  |  |  |  |  |  |
| 7º  | Zaharrean Rugby Taldea | 7   | 2 | 0 | 5 | 42  | 142 | 4   |  |  |  |  |  |  |  |  |  |  |
| 8º  | Universitario Bilbao   | 7   | 0 | 0 | 7 | 40  | 122 | 0   |  |  |  |  |  |  |  |  |  |  |

### Grupo Centro-Sur
CAU, Canoe y Olímpico encabezaron la clasificación como era previsible. Acantos y CEU fueron los equipos revelación del año, poniendo en apuros a los tres grandes, llegando al final con los mismos puntos que el tercero. Los equipos sevillanos, que no ganaron ningún partido a los madrileños, demostraron que su aislamiento en el grupo Sur los años precedentes había sido muy negativo para la evolución de su juego. En el derby sevillano, los del Ciencias se impusieron al Sevilla.

| Resultados 1ª División Centro      | Resultados 1ª División Centro | Resultados 1ª División Centro | Resultados 1ª División Centro |
| Ciudad                             | Local                         | Resultado                     | Visitante                     |
| ---------------------------------- | ----------------------------- | ----------------------------- | ----------------------------- |
| 1ª Jornada (16 de enero de 1983)   |                               |                               |                               |
| Madrid                             | Olímpico Rugby Club           | 29-0                          | Club Español Urogallos (CEU)  |
| Madrid                             | CAU Madrid Rugby Club         | 18-14                         | Canoe Natación Club           |
| Madrid                             | Club Deportivo Acantos        | 30-16                         | Ciencias de Sevilla           |
| Sevilla                            | Sevilla Futbol Club           | 4-7                           | C.D. Filosofía y Letras       |
| 2ª Jornada (23 de enero de 1983)   |                               |                               |                               |
| Madrid                             | Club Español Urogallos (CEU)  | 22-16                         | Sevilla Futbol Club           |
| Madrid                             | Canoe Natación Club           | 18-8                          | Olímpico Rugby Club           |
| Sevilla                            | Ciencias de Sevilla           | 3-33                          | CAU Madrid Rugby Club         |
| Madrid                             | C.D. Filosofía y Letras       | 11-12                         | Club Deportivo Acantos        |
| 3ª Jornada (30 de enero de 1983)   |                               |                               |                               |
| Madrid                             | Club Español Urogallos (CEU)  | 8-21                          | Canoe Natación Club           |
| Madrid                             | Olímpico Rugby Club           | 18-7                          | Ciencias de Sevilla           |
| Madrid                             | CAU Madrid Rugby Club         | 27-21                         | C.D. Filosofía y Letras       |
| Sevilla                            | Sevilla Futbol Club           | 13-29                         | Club Deportivo Acantos        |
| 4ª Jornada (6 de febrero de 1983)  |                               |                               |                               |
| Madrid                             | Canoe Natación Club           | 27-3                          | Sevilla Futbol Club           |
| Sevilla                            | Ciencias de Sevilla           | 10-16                         | Club Español Urogallos (CEU)  |
| Madrid                             | C.D. Filosofía y Letras       | 12-18                         | Olímpico Rugby Club           |
| Madrid                             | Club Deportivo Acantos        | 13-18                         | Canoe Natación Club           |
| 5ª Jornada (13 de febrero de 1983) |                               |                               |                               |
| Sevilla                            | Ciencias de Sevilla           | 9-10                          | Canoe Natación Club           |
| Madrid                             | Club Español Urogallos (CEU)  | 3-0                           | C.D. Filosofía y Letras       |
| Madrid                             | Olímpico Rugby Club           | 6-7                           | Club Deportivo Acantos        |
| Madrid                             | CAU Madrid Rugby Club         | 6-0 np                        | Sevilla Futbol Club           |
| 6ª Jornada (27 de febrero de 1983) |                               |                               |                               |
| Sevilla                            | Sevilla Futbol Club           | 0-29                          | Ciencias de Sevilla           |
| Madrid                             | C.D. Filosofía y Letras       | 6-7                           | Canoe Natación Club           |
| Madrid                             | Club Deportivo Acantos        | 15-18                         | Club Español Urogallos (CEU)  |
| Madrid                             | CAU Madrid Rugby Club         | 27-28                         | Olímpico Rugby Club           |
| 7ª Jornada (6 de marzo de 1983)    |                               |                               |                               |
| Madrid                             | C.D. Filosofía y Letras       | 22-3                          | Ciencias de Sevilla           |
| Madrid                             | Canoe Natación Club           | 23-13                         | Club Deportivo Acantos        |
| Valladolid                         | Club Español Urogallos (CEU)  | 9-34                          | CAU Madrid Rugby Club         |
| Madrid                             | Sevilla Futbol Club           | 0-38                          | Olímpico Rugby Club           |

| Local \ Visitante   | ACA   | CAN   | CAU  | CEU   | CIE   | FIL   | OLI   | SEV   |
| ------------------- | ----- | ----- | ---- | ----- | ----- | ----- | ----- | ----- |
| CD ACANTOS          | —     |       | 13–8 | 15–18 | 30–16 |       |       |       |
| CANOE N.C.          | 23–13 | —     |      |       |       |       | 18–8  | 27–3  |
| CAU Madrid R.C.     |       | 18–14 | —    |       |       | 27–21 | 27–18 | 6–0   |
| CE Urogallos (CEU)  |       | 8–21  | 9–34 | —     |       | 3–0   |       | 22–16 |
| CIENCIAS de Sevilla |       | 9–10  | 3–33 | 10–16 | —     |       |       |       |
| C.D. FILOSOFIA      | 11–12 | 6–7   |      |       | 22–3  | —     | 10–16 |       |
| OLÍMPICO R.C.       | 6–7   |       |      | 29–0  | 18–7  |       | —     |       |
| SEVILLA F.C.        | 13–29 |       |      |       | 0–29  | 4–7   | 0–38  | —     |

|     |                              |                                        |   |   |   |     |     |     |  |  |  |  |  |  |  |  |  |  |
| Pos | Equipo                       | Jug                                    | V | E | D | PF  | PC  | Pts |  |  |  |  |  |  |  |  |  |  |
| 1º  | CAU Madrid Rugby Club        | 7                                      | 7 | 0 | 0 | 163 | 78  | 14  |  |  |  |  |  |  |  |  |  |  |
| 2º  | Canoe Natación Club          | 7                                      | 6 | 0 | 1 | 120 | 65  | 12  |  |  |  |  |  |  |  |  |  |  |
| 3º  | Olímpico Pozuelo Rugby Club  | 7                                      | 4 | 0 | 3 | 133 | 69  | 8   |  |  |  |  |  |  |  |  |  |  |
| 4º  | Club Deportivo Acantos       | 7                                      | 4 | 0 | 3 | 119 | 105 | 8   |  |  |  |  |  |  |  |  |  |  |
| 5º  | Club Español Urogallos (CEU) | 7                                      | 4 | 0 | 3 | 76  | 125 | 8   |  |  |  |  |  |  |  |  |  |  |
| 6º  | C.D. Filosofía y Letras      | 7                                      | 2 | 0 | 5 | 77  | 72  | 4   |  |  |  |  |  |  |  |  |  |  |
| 7º  | Ciencias de Sevilla          | 7                                      | 1 | 0 | 6 | 77  | 129 | 2   |  |  |  |  |  |  |  |  |  |  |
| 8º  | Sevilla Futbol Club          | 7                                      | 0 | 0 | 7 | 36  | 158 | -1* |  |  |  |  |  |  |  |  |  |  |
|     |                              | * -1 punto por incomparecencia avisada |   |   |   |     |     |     |  |  |  |  |  |  |  |  |  |  |

### Grupo Levante
No tuvo rival el Barça en su grupo, ganando todos sus partidos con claridad. El Montjuich consiguió las plaza para la Copa FER siendo segundos por delante de BUC al que ganó en su partido que habían aplazado a la última jornada. Los gerundenses del GEiEG fueron cuartos empatados a puntos con el BUC.
| Resultados 1ª División Grupo Levante | Resultados 1ª División Grupo Levante | Resultados 1ª División Grupo Levante | Resultados 1ª División Grupo Levante |
| Ciudad                               | Local                                | Resultado                            | Visitante                            |
| ------------------------------------ | ------------------------------------ | ------------------------------------ | ------------------------------------ |
| 1ª Jornada (16 de enero de 1983)     |                                      |                                      |                                      |
| Barcelona                            | Barcelona Universitari Club (BUC)    | 26-4                                 | G.E.i.E.G.-Gerona                    |
| Barcelona                            | Futbol Club Barcelona                | 15-3                                 | Club Natació Barcelona               |
| Barcelona                            | Club Natació Montjuïc                | 42-11                                | Tatami Rugby Club                    |
| Barcelona                            | Club Natació Poble Nou               | 12-4                                 | San Roque Rugby Club                 |
| 2ª Jornada (23 de enero de 1983)     |                                      |                                      |                                      |
| Gerona                               | G.E.i.E.G.-Gerona                    | 42-10                                | San Roque Rugby Club                 |
| Barcelona                            | Club Natació Barcelona               | 22-29                                | Barcelona Universitari Club (BUC)    |
| Barcelona                            | Futbol Club Barcelona                | 56-3                                 | Tatami Rugby Club                    |
| Barcelona                            | Club Natació Poble Nou               | 4-11                                 | Club Natació Montjuïc                |
| 3ª Jornada (30 de enero de 1983)     |                                      |                                      |                                      |
| Gerona                               | G.E.i.E.G.-Gerona                    | 19-24                                | Club Natació Barcelona               |
| Barcelona                            | Barcelona Universitari Club (BUC)    | 40-0                                 | Tatami Rugby Club                    |
| Barcelona                            | Futbol Club Barcelona                | 46-9                                 | Club Natació Poble Nou               |
| Valencia                             | San Roque Rugby Club                 | 9-19                                 | Club Natació Montjuïc                |
| 4ª Jornada (25 de octubre de 1981)   |                                      |                                      |                                      |
| Barcelona                            | Club Natació Barcelona               | 35-3                                 | San Roque Rugby Club                 |
| Valencia                             | Tatami Rugby Club                    | 7-10                                 | G.E.i.E.G.-Gerona                    |
| Barcelona                            | Club Natació Poble Nou               | 12-16                                | Barcelona Universitari Club (BUC)    |
| Barcelona                            | Club Natació Montjuïc                | 7-24                                 | Futbol Club Barcelona                |
| 5ª Jornada (13 de febrero de 1983)   |                                      |                                      |                                      |
| Valencia                             | Tatami Rugby Club                    | 9-4                                  | Club Natació Barcelona               |
| Gerona                               | G.E.i.E.G.-Gerona                    | 25-18                                | Club Natació Poble Nou               |
| Barcelona                            | Barcelona Universitari Club (BUC)    | 10-16                                | Club Natació Montjuïc                |
| Valencia                             | San Roque Rugby Club                 | 3-86                                 | Futbol Club Barcelona                |
| 6ª Jornada (27 de febrero de 1983)   |                                      |                                      |                                      |
| Valencia                             | San Roque Rugby Club                 | 6-26                                 | Tatami Rugby Club                    |
| Barcelona                            | Club Natació Poble Nou               | 8-23                                 | Club Natació Barcelona               |
| Barcelona                            | Club Natació Montjuïc                | 12-4                                 | G.E.i.E.G.-Gerona                    |
| Barcelona                            | Futbol Club Barcelona                | 19-8                                 | Barcelona Universitari Club (BUC)    |
| 7ª Jornada (6 de marzo de 1983)      |                                      |                                      |                                      |
| Valencia                             | Tatami Rugby Club                    | 39-24                                | Club Natació Poble Nou               |
| Gerona                               | Club Natació Barcelona               | 6-4                                  | Club Natació Montjuïc                |
| [[]]                                 | G.E.i.E.G.-Gerona                    | 7-31                                 | Futbol Club Barcelona                |
| Barcelona                            | San Roque Rugby Club                 | 6-54                                 | Barcelona Universitari Club (BUC)    |

| Local \ Visitante     | BUC   | FCB  | GER  | MON   | NAT  | NPN   | SRO   | TAT   |
| --------------------- | ----- | ---- | ---- | ----- | ---- | ----- | ----- | ----- |
| B.U.C                 | —     |      | 26–4 | 10–16 |      |       |       | 40–0  |
| F.C. BARCELONA        | 19–8  | —    |      |       | 15–3 | 46–9  |       | 56–3  |
| G.E.i.E.G.-Gerona     |       | 7–31 | —    |       | 11–7 | 25–18 | 42–10 |       |
| C.N. MONTJUÏC         |       | 7–24 | 12–4 | —     |      |       |       | 42–11 |
| C. NATACIÓN Barcelona | 6–20  |      |      | 6–4   | —    |       |       | 35–3  |
| C.N. POBLE NOU        | 12–16 |      |      | 4–11  | 8–21 | —     | 12–4  |       |
| SAN ROQUE R.C.        | 6–54  | 3–86 |      | 9–19  |      |       | —     | 6–25  |
| TATAMI R.C.           |       |      | 7–10 |       | 9–4  | 39–24 |       | —     |

|     |                                   |     |   |   |   |     |     |     |  |  |  |  |  |  |  |  |  |  |
| Pos | Equipo                            | Jug | V | E | D | PF  | PC  | Pts |  |  |  |  |  |  |  |  |  |  |
| 1º  | Futbol Club Barcelona             | 7   | 7 | 0 | 0 | 277 | 40  | 14  |  |  |  |  |  |  |  |  |  |  |
| 2º  | Club Natació Montjuïc             | 7   | 5 | 0 | 2 | 111 | 68  | 10  |  |  |  |  |  |  |  |  |  |  |
| 3º  | Barcelona Universitari Club (BUC) | 7   | 5 | 0 | 2 | 174 | 63  | 10  |  |  |  |  |  |  |  |  |  |  |
| 4º  | G.E.i.E.G.-Gerona                 | 7   | 4 | 0 | 3 | 103 | 111 | 8   |  |  |  |  |  |  |  |  |  |  |
| 5º  | Club Natació Barcelona            | 7   | 3 | 0 | 4 | 84  | 70  | 6   |  |  |  |  |  |  |  |  |  |  |
| 6º  | Tatami Rugby Club                 | 7   | 3 | 0 | 4 | 94  | 182 | 6   |  |  |  |  |  |  |  |  |  |  |
| 7º  | Club Natació Poble Nou            | 7   | 1 | 0 | 6 | 87  | 164 | 2   |  |  |  |  |  |  |  |  |  |  |
| 8º  | San Roque Rugby Club              | 7   | 0 | 0 | 7 | 41  | 273 | 0   |  |  |  |  |  |  |  |  |  |  |

### Grupo Noroeste
Aunque el CDU-Valladolid había ganado todos sus partidos, Económicas Oviedo denunció la posible alineación indebida de un jugador vallisoletano que había sido sancionado y no había cumplido completamente su sanción. Comprobados los hechos, las Junta de Gobierno de la federación decidió dar el partido por perdido al CDU y sancionarle con dos puntos en la clasificación. A pesar de ello, el CDU ganó la liga, con los mismos puntos que Lourdes y Salvador, pero mejor diferencia de puntos conseguidos y recibidos. Así los 4 equipos de Valladolid encabezaron la clasificación, con el San José cuarto y el Lourdes, segundo, clasificado para la Copa.
| Resultados 1ª División Sur         | Resultados 1ª División Sur | Resultados 1ª División Sur | Resultados 1ª División Sur |
| Ciudad                             | Local                      | Resultado                  | Visitante                  |
| ---------------------------------- | -------------------------- | -------------------------- | -------------------------- |
| 1ª Jornada (4 de octubre de 1981)  |                            |                            |                            |
| Valladolid                         | Club Deportivo El Salvador | 51-10                      | C.A.U. Oviedo              |
| Valladolid                         | C.D.U. Valladolid          | 22-0                       | Club Deportivo San José    |
| Valladolid                         | Club Deportivo Lourdes     | 45-3                       | C.D. Económicas Oviedo     |
| Gijón                              | Real Sporting de Gijón     | 7-0                        | C.D.U. Salamanca           |
| 2ª Jornada (23 de enero de 1983)   |                            |                            |                            |
| Oviedo                             | C.A.U. Oviedo              | 4-42                       | Real Sporting de Gijón     |
| Valladolid                         | Club Deportivo San José    | 9-18                       | Club Deportivo El Salvador |
| Oviedo                             | C.D. Económicas Oviedo     | 4-37 (6-0)                 | C.D.U. Valladolid          |
| Gijón                              | C.D.U. Salamanca           | 25-20                      | Club Deportivo Lourdes     |
| 3ª Jornada (30 de enero de 1983)   |                            |                            |                            |
| Oviedo                             | C.A.U. Oviedo              | 6-13                       | Club Deportivo San José    |
| Valladolid                         | Club Deportivo El Salvador | 44-0                       | C.D. Económicas Oviedo     |
| Valladolid                         | C.D.U. Valladolid          | 32-7                       | C.D.U. Salamanca           |
| Gijón                              | Real Sporting de Gijón     | 13-16                      | Club Deportivo Lourdes     |
| 4ª Jornada (6 de febrero de 1983)  |                            |                            |                            |
| Valladolid                         | Club Deportivo San José    | 22-4                       | Real Sporting de Gijón     |
| Valladolid                         | C.D. Económicas Oviedo     | 10-6                       | C.A.U. Oviedo              |
| Salamanca                          | C.D.U. Salamanca           | 13-14                      | Club Deportivo El Salvador |
| Valladolid                         | Club Deportivo Lourdes     | 4-7                        | C.D.U. Valladolid          |
| 5ª Jornada (13 de febrero de 1983) |                            |                            |                            |
| Valladolid                         | Club Deportivo San José    | 38-0                       | C.D. Económicas Oviedo     |
| Oviedo                             | C.A.U. Oviedo              | 4-42                       | C.D.U. Salamanca           |
| Valladolid                         | Club Deportivo El Salvador | 3-7                        | Club Deportivo Lourdes     |
| Gijón                              | Real Sporting de Gijón     | 6-24                       | C.D.U. Valladolid          |
| 6ª Jornada (27 de febrero de 1983) |                            |                            |                            |
| Gijón                              | Real Sporting de Gijón     | 34-0                       | C.D. Económicas Oviedo     |
| Salamanca                          | C.D.U. Salamanca           | 7-20                       | Club Deportivo San José    |
| Valladolid                         | Club Deportivo Lourdes     | 6-0 np                     | C.A.U. Oviedo              |
| Valladolid                         | C.D.U. Valladolid          | 38-0                       | Club Deportivo El Salvador |
| 7ª Jornada (6 de marzo de 1983)    |                            |                            |                            |
| Oviedo                             | C.D. Económicas Oviedo     | 19-12                      | C.D.U. Salamanca           |
| Valladolid                         | Club Deportivo San José    | 11-22                      | Club Deportivo Lourdes     |
| Oviedo                             | C.A.U. Oviedo              | 3-40                       | C.D.U. Valladolid          |
| Gijón                              | Real Sporting de Gijón     | 3-40                       | Club Deportivo El Salvador |

| Local \ Visitante          | CAU   | CDU  | ECO  | LOU   | SAL   | SJO  | SPG  | UNS   |
| -------------------------- | ----- | ---- | ---- | ----- | ----- | ---- | ---- | ----- |
| C.A.U. Oviedo              | —     | 3–40 |      |       | 13–35 | 6–13 | 4–42 |       |
| C.D.U. Valladolid          |       | —    |      |       | 38–0  | 22–0 |      | 32–7  |
| CD ECONÓMICAS              | 10–6  | 6–0  | —    |       |       |      |      | 19–12 |
| CD LOURDES                 | 6–0   | 4–7  | 45–3 | —     |       |      |      |       |
| CD EL SALVADOR             | 51–10 |      | 44–0 | 3–7   | —     |      |      |       |
| CD SAN JOSÉ                |       |      | 38–0 | 13–26 | 9–18  | —    | 22–4 |       |
| SPORTING de Gijón          |       | 6–24 | 34–0 | 13–16 | 7–12  |      | —    |       |
| CD UNIVERSITARIO Salamanca |       |      |      | 25–20 | 13–14 | 7–22 |      | —     |

|     |                            |                                         |   |   |   |     |     |      |  |  |  |  |  |  |  |  |  |  |
| Pos | Equipo                     | Jug                                     | V | E | D | PF  | PC  | Pts  |  |  |  |  |  |  |  |  |  |  |
| 1º  | C.D.U. Valladolid          | 7                                       | 6 | 0 | 1 | 163 | 26  | 10*  |  |  |  |  |  |  |  |  |  |  |
| 2º  | Club Deportivo Lourdes     | 7                                       | 5 | 0 | 2 | 120 | 62  | 10   |  |  |  |  |  |  |  |  |  |  |
| 3º  | Club Deportivo El Salvador | 7                                       | 5 | 0 | 2 | 142 | 84  | 10   |  |  |  |  |  |  |  |  |  |  |
| 4º  | Club Deportivo San José    | 7                                       | 4 | 0 | 3 | 115 | 79  | 18   |  |  |  |  |  |  |  |  |  |  |
| 5º  | Real Sporting de Gijón     | 7                                       | 3 | 0 | 4 | 113 | 78  | 6    |  |  |  |  |  |  |  |  |  |  |
| 6º  | C.D. Económicas Oviedo     | 7                                       | 3 | 0 | 4 | 38  | 179 | 6    |  |  |  |  |  |  |  |  |  |  |
| 7º  | C.D.U. Salamanca           | 7                                       | 2 | 0 | 5 | 89  | 127 | 4    |  |  |  |  |  |  |  |  |  |  |
| 8º  | C.A.U. Oviedo              | 7                                       | 0 | 0 | 7 | 42  | 187 | -1** |  |  |  |  |  |  |  |  |  |  |
|     |                            | * -2 punto por alineación indebida      |   |   |   |     |     |      |  |  |  |  |  |  |  |  |  |  |
|     |                            | ** -1 punto por incomparecencia avisada |   |   |   |     |     |      |  |  |  |  |  |  |  |  |  |  |

| Trophee championnat Espagnol Rugby                    |
| Campeón Norte Hernani Rugby Club (1er título)         |
| Campeón Centro-Sur CAU Madrid Rugby Club (1er título) |
| Campeón Levante Futbol Club Barcelona (1er título)    |
| Campeón Noroeste C.D.U. Valladolid (1er título)       |

## Lº Campeonato de España 1ª Categoría (Copa de S.M. el Rey)
Con nuevo formato el torneo enfrentaba a los 8 equipos de División de Honor y a los 8 clasificados de 1ª División. Con sorteo puro, sin cabezas de serie, en octavos de final cayeron 3 equipos de División de Honor: Cornellá y Santboiana eliminados por Valencia y Atlético SS de su misma división, y el Les Abelles, eliminado por un 1ª, el CAU. El campeón vigente, el Cisneros sufrió mucho para poder doblegar al Gernika por 4-3. El Barcelona daba muestras de su fortaleza ganando por 72-3 al Montjuïc

En cuartos de final, el Arquitectura cerraba una mala temporada perdiendo de nuevo contra el Valencia. CAU eliminaba al Hernani, el Barça ganaba al Atlético y el Canoe eliminaba al Cisneros, por lo que quedaba unas semifinales con tres equipos de 1ª y el campeón de División de Honor. Este último caía eliminado por el CAU que debería enfrentarse al FC Barcelona. Los azulgranas llegaban así a su 20.ª final (la última en 1969), que también ganaron, obteniendo así su 15º título de Copa, que no habían conseguido desde 1965.

#### Cuadro de Competición
|  | Octavos de final       | Octavos de final            | Octavos de final       |    |    | Cuartos de final    | Cuartos de final    | Cuartos de final    |  |  | Semifinales                  | Semifinales                  | Semifinales                  |  |  | Final              | Final              | Final              |
|  | 20 de marzo de 1983    | 20 de marzo de 1983         | 20 de marzo de 1983    |    |    | 10 de abril de 1983 | 10 de abril de 1983 | 10 de abril de 1983 |  |  | 17 abril y 1 de mayo de 1983 | 17 abril y 1 de mayo de 1983 | 17 abril y 1 de mayo de 1983 |  |  | 15 de mayo de 1983 | 15 de mayo de 1983 | 15 de mayo de 1983 |
|  |                        |                             |                        |    |    |                     |                     |                     |  |  |                              |                              |                              |  |  |                    |                    |                    |
|  |                        |                             |                        |    |    |                     |                     |                     |  |  |                              |                              |                              |  |  |                    |                    |                    |
|  |                        |                             |                        |    |    |                     |                     |                     |  |  |                              |                              |                              |  |  |                    |                    |                    |
|  | Rugby Club Cornellà    | 0                           |                        |    |    |                     |                     |                     |  |  |                              |                              |                              |  |  |                    |                    |                    |
|  | Rugby Club Cornellà    | 0                           |                        |    |    |                     |                     |                     |  |  |                              |                              |                              |  |  |                    |                    |                    |
|  | Valencia Rugby Club    | 13                          |                        |    |    |                     |                     |                     |  |  |                              |                              |                              |  |  |                    |                    |                    |
|  | Valencia Rugby Club    | 13                          | Valencia Rugby Club    | 37 |    |                     |                     |                     |  |  |                              |                              |                              |  |  |                    |                    |                    |
|  |                        |                             |                        |    |    |                     |                     |                     |  |  |                              |                              |                              |  |  |                    |                    |                    |
|  |                        | CD Arquitectura             | 6                      |    |    |                     |                     |                     |  |  |                              |                              |                              |  |  |                    |                    |                    |
|  | CD Arquitectura        | CD Arquitectura             | 6                      | 33 |    |                     |                     |                     |  |  |                              |                              |                              |  |  |                    |                    |                    |
|  | CD Arquitectura        |                             |                        |    |    |                     |                     |                     |  |  |                              |                              |                              |  |  |                    |                    |                    |
|  | CDU Valladolid         | 21                          |                        |    |    |                     |                     |                     |  |  |                              |                              |                              |  |  |                    |                    |                    |
|  | CDU Valladolid         | 21                          | Valencia Rugby Club    | 20 | 6  |                     |                     |                     |  |  |                              |                              |                              |  |  |                    |                    |                    |
|  |                        |                             |                        |    | 6  |                     |                     |                     |  |  |                              |                              |                              |  |  |                    |                    |                    |
|  |                        | CAU Madrid Rugby Club       | 9                      | 24 |    |                     |                     |                     |  |  |                              |                              |                              |  |  |                    |                    |                    |
|  | CAU Madrid Rugby Club  | CAU Madrid Rugby Club       | 9                      | 24 | 49 |                     |                     |                     |  |  |                              |                              |                              |  |  |                    |                    |                    |
|  | CAU Madrid Rugby Club  |                             |                        |    | 49 |                     |                     |                     |  |  |                              |                              |                              |  |  |                    |                    |                    |
|  | Les Abelles Rugby Club | 3                           |                        |    |    |                     |                     |                     |  |  |                              |                              |                              |  |  |                    |                    |                    |
|  | Les Abelles Rugby Club | 3                           | CAU Madrid Rugby Club  | 16 |    |                     |                     |                     |  |  |                              |                              |                              |  |  |                    |                    |                    |
|  |                        |                             |                        |    |    |                     |                     |                     |  |  |                              |                              |                              |  |  |                    |                    |                    |
|  |                        | Hernani Club de Rugby       | 10                     |    |    |                     |                     |                     |  |  |                              |                              |                              |  |  |                    |                    |                    |
|  | Hernani Club de Rugby  | Hernani Club de Rugby       | 10                     | 14 |    |                     |                     |                     |  |  |                              |                              |                              |  |  |                    |                    |                    |
|  | Hernani Club de Rugby  |                             |                        |    |    |                     |                     |                     |  |  |                              |                              |                              |  |  |                    |                    |                    |
|  | CD Lourdes             | 3                           |                        |    |    |                     |                     |                     |  |  |                              |                              |                              |  |  |                    |                    |                    |
|  | CD Lourdes             | 3                           | CAU Madrid Rugby Club  | 12 |    |                     |                     |                     |  |  |                              |                              |                              |  |  |                    |                    |                    |
|  |                        |                             |                        |    |    |                     |                     |                     |  |  |                              |                              |                              |  |  |                    |                    |                    |
|  |                        | Fútbol Club Barcelona       | 27                     |    |    |                     |                     |                     |  |  |                              |                              |                              |  |  |                    |                    |                    |
|  | Fútbol Club Barcelona  | Fútbol Club Barcelona       | 27                     | 72 |    |                     |                     |                     |  |  |                              |                              |                              |  |  |                    |                    |                    |
|  | Fútbol Club Barcelona  |                             |                        |    |    |                     |                     |                     |  |  |                              |                              |                              |  |  |                    |                    |                    |
|  | Club Natació Montjuïc  | 3                           |                        |    |    |                     |                     |                     |  |  |                              |                              |                              |  |  |                    |                    |                    |
|  | Club Natació Montjuïc  | 3                           | Fútbol Club Barcelona  | 27 |    |                     |                     |                     |  |  |                              |                              |                              |  |  |                    |                    |                    |
|  |                        |                             |                        |    |    |                     |                     |                     |  |  |                              |                              |                              |  |  |                    |                    |                    |
|  |                        | Club Atlético San Sebastián | 3                      |    |    |                     |                     |                     |  |  |                              |                              |                              |  |  |                    |                    |                    |
|  | Atlético San Sebastián | Club Atlético San Sebastián | 3                      | 36 |    |                     |                     |                     |  |  |                              |                              |                              |  |  |                    |                    |                    |
|  | Atlético San Sebastián |                             |                        |    |    |                     |                     |                     |  |  |                              |                              |                              |  |  |                    |                    |                    |
|  | U.E. Santboiana        | 11                          |                        |    |    |                     |                     |                     |  |  |                              |                              |                              |  |  |                    |                    |                    |
|  | U.E. Santboiana        | 11                          | Fútbol Club Barcelona  | 32 | 37 |                     |                     |                     |  |  |                              |                              |                              |  |  |                    |                    |                    |
|  |                        |                             |                        |    | 37 |                     |                     |                     |  |  |                              |                              |                              |  |  |                    |                    |                    |
|  |                        | Canoe Natación Club         | 11                     | 7  |    |                     |                     |                     |  |  |                              |                              |                              |  |  |                    |                    |                    |
|  | Gernika Rugby Taldea   | Canoe Natación Club         | 11                     | 7  | 3  |                     |                     |                     |  |  |                              |                              |                              |  |  |                    |                    |                    |
|  | Gernika Rugby Taldea   |                             |                        |    | 3  |                     |                     |                     |  |  |                              |                              |                              |  |  |                    |                    |                    |
|  | Colegio Mayor Cisneros | 4                           |                        |    |    |                     |                     |                     |  |  |                              |                              |                              |  |  |                    |                    |                    |
|  | Colegio Mayor Cisneros | 4                           | Colegio Mayor Cisneros | 9  |    |                     |                     |                     |  |  |                              |                              |                              |  |  |                    |                    |                    |
|  |                        |                             |                        |    |    |                     |                     |                     |  |  |                              |                              |                              |  |  |                    |                    |                    |
|  |                        | Canoe Natación Club         | 27                     |    |    |                     |                     |                     |  |  |                              |                              |                              |  |  |                    |                    |                    |
|  | Canoe Natación Club    | Canoe Natación Club         | 27                     | 13 |    |                     |                     |                     |  |  |                              |                              |                              |  |  |                    |                    |                    |
|  | Canoe Natación Club    |                             |                        |    |    |                     |                     |                     |  |  |                              |                              |                              |  |  |                    |                    |                    |
|  | Getxo Rugby Taldea     | 7                           |                        |    |    |                     |                     |                     |  |  |                              |                              |                              |  |  |                    |                    |                    |

| Copa_del_Rey_(rugby_union)    |
| Campeón Fútbol Club Barcelona |
| 15º título                    |

## I Supercopa de España
Por primera vez se disputaba este trofeo entre el campeón de la Liga de División de Honor y el campeón de la Copa del Rey para cerrar la temporada. Se jugó en Madrid en el campo de Orcasitas con fecha bastante tardía por lo que el partido se disputó con mucho calor. Los campeones de Copa, el FC Barcelona se llevó el trofeo con un ajustado 9-7 y culminaba una temporada fantástica para el club azulgrana. Salieron victoriosos en cuatro competiciones nacionales, Liga de 1ª División, Copa del Rey, Supercopa y Campeonato de España Cadete. Un gran botín para mitigar la decepción de no haber entrado en la División de Honor. 

| Fecha              | Ciudad | Camp. Liga          | Resultado | Camp. Copa            |
| ------------------ | ------ | ------------------- | --------- | --------------------- |
| 2 de junio de 1983 | Madrid | Valencia Rugby Club | 7-9       | Fútbol Club Barcelona |

|                       |
| Campeón               |
| Fútbol Club Barcelona |
| 1er título            |

## XIIº Campeonato Nacional de Liga 2ª División
|  | Clasificado para la Copa FER |

|     |                        |     |   |   |   |     |  |  |  |  |  |  |  |  |  |  |  |  |
| Pos | Equipo                 | Jug | V | E | D | Pts |  |  |  |  |  |  |  |  |  |  |  |  |
| 1º  | Gaztedi Rugby Taldea   | 7   | 6 | 1 | 0 | 13  |  |  |  |  |  |  |  |  |  |  |  |  |
| 2º  | Kakarraldo R.T.        | 7   | 5 | 1 | 1 | 11  |  |  |  |  |  |  |  |  |  |  |  |  |
| 3º  | Getxo Rugby Taldea B   | 7   | 4 | 1 | 2 | 9   |  |  |  |  |  |  |  |  |  |  |  |  |
| 4º  | Elorrio Rugby Taldea   | 7   | 4 | 1 | 2 | 9   |  |  |  |  |  |  |  |  |  |  |  |  |
| 5º  | Iruña Rugby Taldea     | 7   | 3 | 1 | 3 | 7   |  |  |  |  |  |  |  |  |  |  |  |  |
| 6º  | Atlético S.Sebastián B | 7   | 2 | 0 | 5 | 4   |  |  |  |  |  |  |  |  |  |  |  |  |
| 7º  | Kirrinka Rugby Taldea  | 7   | 2 | 0 | 5 | 4   |  |  |  |  |  |  |  |  |  |  |  |  |
| 8º  | Hernani C.R. B         | 7   | 0 | 0 | 7 | 0   |  |  |  |  |  |  |  |  |  |  |  |  |

|     |                          |     |   |   |   |     |  |  |  |  |  |  |  |  |  |  |  |  |
| Pos | Equipo                   | Jug | V | E | D | Pts |  |  |  |  |  |  |  |  |  |  |  |  |
| 1º  | Veterinaria Rugby Club   | 8   | 8 | 0 | 0 | 16  |  |  |  |  |  |  |  |  |  |  |  |  |
| 2º  | Universitario (C.U.R.Z.) | 8   | 6 | 0 | 2 | 12  |  |  |  |  |  |  |  |  |  |  |  |  |
| 3º  | Ejea Rugby Club          | 8   | 6 | 0 | 2 | 12  |  |  |  |  |  |  |  |  |  |  |  |  |
| 4º  | Seminario Tarazona       | 8   | 5 | 0 | 3 | 10  |  |  |  |  |  |  |  |  |  |  |  |  |
| 5º  | Aragón Rugby Club        | 8   | 3 | 1 | 4 | 7   |  |  |  |  |  |  |  |  |  |  |  |  |
| 6º  | Armas Club de Rugby      | 8   | 3 | 0 | 5 | 6   |  |  |  |  |  |  |  |  |  |  |  |  |
| 7º  | Ingenieros Rugby Club    | 8   | 2 | 1 | 5 | 5   |  |  |  |  |  |  |  |  |  |  |  |  |
| 8º  | Fénix Club de Rugby      | 8   | 1 | 0 | 7 | 2   |  |  |  |  |  |  |  |  |  |  |  |  |
| 9º  | Villamayor C.R.          | 8   | 1 | 0 | 7 | 2   |  |  |  |  |  |  |  |  |  |  |  |  |

|     |                          |     |   |   |   |     |  |  |  |  |  |  |  |  |  |  |  |  |
| Pos | Equipo                   | Jug | V | E | D | Pts |  |  |  |  |  |  |  |  |  |  |  |  |
| 1º  | Unió Esportiva Bellvitge | 7   | 7 | 0 | 0 | 14  |  |  |  |  |  |  |  |  |  |  |  |  |
| 2º  | Bonanova R.C.            | 7   | 5 | 0 | 2 | 10  |  |  |  |  |  |  |  |  |  |  |  |  |
| 3º  | U.E. Santboiana B        | 7   | 5 | 0 | 2 | 10  |  |  |  |  |  |  |  |  |  |  |  |  |
| 4º  | C.E. Universitari        | 7   | 4 | 0 | 3 | 8   |  |  |  |  |  |  |  |  |  |  |  |  |
| 5º  | VPC Andorra XV           | 7   | 3 | 0 | 4 | 6   |  |  |  |  |  |  |  |  |  |  |  |  |
| 6º  | R.C.D. Español           | 7   | 2 | 0 | 5 | 4   |  |  |  |  |  |  |  |  |  |  |  |  |
| 7º  | C.R.A. Cassá             | 7   | 1 | 0 | 6 | 2   |  |  |  |  |  |  |  |  |  |  |  |  |
| 8º  | B.U.C. B                 | 7   | 1 | 0 | 6 | 2   |  |  |  |  |  |  |  |  |  |  |  |  |

|     |                       |     |   |   |   |     |  |  |  |  |  |  |  |  |  |  |  |  |
| Pos | Equipo                | Jug | V | E | D | Pts |  |  |  |  |  |  |  |  |  |  |  |  |
| 1º  | Valencia Rugby Club B | 7   | 7 | 0 | 0 | 14  |  |  |  |  |  |  |  |  |  |  |  |  |
| 2º  | CAU Rugby Valencia    | 7   | 5 | 0 | 2 | 10  |  |  |  |  |  |  |  |  |  |  |  |  |
| 3º  | Xè-XV Valencia        | 7   | 4 | 0 | 3 | 8   |  |  |  |  |  |  |  |  |  |  |  |  |
| 4º  | U.E.R. Moncada        | 7   | 4 | 0 | 3 | 8   |  |  |  |  |  |  |  |  |  |  |  |  |
| 5º  | Cullera Rugby Club    | 7   | 3 | 0 | 4 | 6   |  |  |  |  |  |  |  |  |  |  |  |  |
| 6º  | Burjasot Rugby Club   | 7   | 2 | 0 | 5 | 4   |  |  |  |  |  |  |  |  |  |  |  |  |
| 7º  | C.E.U. Alicante       | 7   | 2 | 0 | 5 | 4   |  |  |  |  |  |  |  |  |  |  |  |  |
| 8º  | U.R.E.S.-78           | 7   | 1 | 0 | 6 | 1*  |  |  |  |  |  |  |  |  |  |  |  |  |

|     |                       |     |   |   |   |     |  |  |  |  |  |  |  |  |  |  |  |  |
| Pos | Equipo                | Jug | V | E | D | Pts |  |  |  |  |  |  |  |  |  |  |  |  |
| 1º  | C.R. Divina Pastora   | 7   | 7 | 0 | 0 | 14  |  |  |  |  |  |  |  |  |  |  |  |  |
| 2º  | Universitario Granada | 7   | 6 | 0 | 1 | 12  |  |  |  |  |  |  |  |  |  |  |  |  |
| 3º  | CR Atlético Portuense | 7   | 5 | 0 | 2 | 12  |  |  |  |  |  |  |  |  |  |  |  |  |
| 4º  | Medicina Sevilla      | 7   | 4 | 0 | 3 | 8   |  |  |  |  |  |  |  |  |  |  |  |  |
| 5º  | Hípica Granada        | 7   | 3 | 0 | 4 | 6   |  |  |  |  |  |  |  |  |  |  |  |  |
| 6º  | CAR Sevilla           | 7   | 2 | 0 | 5 | 4   |  |  |  |  |  |  |  |  |  |  |  |  |
| 7º  | Universitario Córdoba | 7   | 1 | 0 | 6 | 2   |  |  |  |  |  |  |  |  |  |  |  |  |
| 8º  | Medicina Sevilla      | 7   | 1 | 0 | 6 | 2   |  |  |  |  |  |  |  |  |  |  |  |  |

|     |                       |          |          |          |          |          |  |  |  |  |  |  |  |  |  |  |  |  |
| Pos | Equipo                | Jug      | V        | E        | D        | Pts      |  |  |  |  |  |  |  |  |  |  |  |  |
| 1º  | Universitario Badajoz | 3        | 3        | 0        | 0        | 6        |  |  |  |  |  |  |  |  |  |  |  |  |
| 2º  | CAR Cáceres           | 4        | 3        | 0        | 1        | 6        |  |  |  |  |  |  |  |  |  |  |  |  |
| 3º  | Unión Placentina      | 4        | 2        | 0        | 2        | 4        |  |  |  |  |  |  |  |  |  |  |  |  |
| 4º  | Merida Pigalle        | 4        | 2        | 0        | 2        | 2*       |  |  |  |  |  |  |  |  |  |  |  |  |
| 5º  | Univ. Atl. Badajoz    | 5        | 0        | 0        | 5        | 0        |  |  |  |  |  |  |  |  |  |  |  |  |
| 6º  | Cacereño Atlético     | Retirado | Retirado | Retirado | Retirado | Retirado |  |  |  |  |  |  |  |  |  |  |  |  |

|     |                        |     |   |   |   |     |  |  |  |  |  |  |  |  |  |  |  |  |
| Pos | Equipo                 | Jug | V | E | D | Pts |  |  |  |  |  |  |  |  |  |  |  |  |
| 1º  | Teca Rugby Club        | 7   | 7 | 0 | 0 | 14  |  |  |  |  |  |  |  |  |  |  |  |  |
| 2º  | Club Rugby Karmen      | 7   | 5 | 0 | 2 | 10  |  |  |  |  |  |  |  |  |  |  |  |  |
| 3º  | CAU-Madrid B           | 7   | 4 | 0 | 3 | 8   |  |  |  |  |  |  |  |  |  |  |  |  |
| 4º  | Canoe N.C. B           | 7   | 3 | 0 | 4 | 6'  |  |  |  |  |  |  |  |  |  |  |  |  |
| 5º  | C.M. Cisneros B        | 7   | 3 | 0 | 4 | 6   |  |  |  |  |  |  |  |  |  |  |  |  |
| 6º  | C.D. Arquitectura B    | 7   | 3 | 0 | 4 | 6   |  |  |  |  |  |  |  |  |  |  |  |  |
| 7º  | Liceo Francés          | 7   | 2 | 0 | 5 | 4   |  |  |  |  |  |  |  |  |  |  |  |  |
| 8º  | A.D. Ing. Industriales | 7   | 1 | 0 | 6 | 0   |  |  |  |  |  |  |  |  |  |  |  |  |

|                          |                       |     |   |   |   |     |  |  |  |  |  |  |  |  |  |  |  |  |
| Pos                      | Equipo                | Jug | V | E | D | Pts |  |  |  |  |  |  |  |  |  |  |  |  |
| 1º                       | León Rugby Club       | 6   | 5 | 0 | 1 | 10  |  |  |  |  |  |  |  |  |  |  |  |  |
| 2º                       | Diego Porcelos Burgos | 6   | 4 | 0 | 2 | 8   |  |  |  |  |  |  |  |  |  |  |  |  |
| 3º                       | El Salvador B         | 6   | 2 | 1 | 3 | 5   |  |  |  |  |  |  |  |  |  |  |  |  |
| 4º                       | CDU-Valladolid B      | 6   | 0 | 1 | 4 | 1   |  |  |  |  |  |  |  |  |  |  |  |  |
| Grupo IX (Liga Asturias) |                       |     |   |   |   |     |  |  |  |  |  |  |  |  |  |  |  |  |
| 1º                       | Lauro Rugby Club      | 4   | 4 | 0 | 0 | 8   |  |  |  |  |  |  |  |  |  |  |  |  |
| 2º                       | Pipol's Rugby Club    | 4   | 2 | 0 | 2 | 4   |  |  |  |  |  |  |  |  |  |  |  |  |
| 3º                       | A.A. Avilesina        | 4   | 0 | 0 | 4 | 0   |  |  |  |  |  |  |  |  |  |  |  |  |

|     |                          |     |   |   |   |     |  |  |  |  |  |  |  |  |  |  |  |  |
| Pos | Equipo                   | Jug | V | E | D | Pts |  |  |  |  |  |  |  |  |  |  |  |  |
| 1º  | Independiente R.C.       | 5   | 5 | 0 | 0 | 10  |  |  |  |  |  |  |  |  |  |  |  |  |
| 2º  | Cantabria Rugby Club     | 5   | 4 | 0 | 1 | 8   |  |  |  |  |  |  |  |  |  |  |  |  |
| 3º  | Reinosa Rugby Club       | 5   | 2 | 1 | 2 | 4*  |  |  |  |  |  |  |  |  |  |  |  |  |
| 4º  | Estudiantes Rugby Club   | 5   | 1 | 1 | 3 | 8   |  |  |  |  |  |  |  |  |  |  |  |  |
| 5º  | Flandes Rugby Club       | 5   | 1 | 0 | 4 | 2   |  |  |  |  |  |  |  |  |  |  |  |  |
| 6º  | Universitario Rugby Club | 5   | 1 | 0 | 4 | 2   |  |  |  |  |  |  |  |  |  |  |  |  |

## XXVIIº Campeonato de España 2ª Categoría (Copa F.E.R)
Estaban clasificados campeones y subcampeones de cada grupo de 2ª División, excepto en los de Extremadura, Castilla y Asturias, estos dos último debían enfrentarse en una eliminatoria previa. En octavos de final, a partido único, no hubo sorpresas, pasaron los dos de Madrid, Cataluña y País Vasco, más el Veterinaria de Zaragoza y el Divina Pastora de Sevilla.

La primera sorpresa la protagonizaron precisamente los sevillanos al eliminar e los madrileños del Karmen en un ajustadisimo 22-21. Mientras Bonanova eliminó a los alaveses del Gaztedi, Bellvitge hace lo propio con el otro equipo vasco, Kakarraldo y el Teca con más apuros deja fuera al Veterinaria.

En semifinales el Teca mostró su superioridad, ganando ambos partidos al Bonanova, pero los andaluces del Divina Pastora se lo pusieron mucho más complicado al Bellvitge, ganado el partido de ida, por 9-6, y perdiendo por 6 en la vuelta (solo 3 en el global).

La final tampoco tuvo mucha historia, los del Teca se impusieron por 45-8 sin problemas.

En la historia de la Copa FER solamente el Atlético San Sebastián (1963, 1966, 1967) y el Casasola R.C. de Madrid (1955, 1957) habían repetido título, el Teca se unía al selecto grupo con su segundo título tras el de 1980.
| Fase Previa         | Fase Previa     | Fase Previa | Fase Previa      |
| Ciudad              | Local           | Resultado   | Visitante        |
| ------------------- | --------------- | ----------- | ---------------- |
| 13 de marzo de 1983 |                 |             |                  |
| León                | León Rugby Club | 17-10       | Lauro Rugby Club |
| Clasificado         |                 |             |                  |
| León Rugby Club     |                 |             |                  |

### Cuadro Competición
|  | Octavos de final         | Octavos de final         | Octavos de final     |    |   | Cuartos de final    | Cuartos de final    | Cuartos de final    |  |  | Semifinales              | Semifinales              | Semifinales              |  |  | Final             | Final             | Final             |
|  | 13 de marzo de 1983      | 13 de marzo de 1983      | 13 de marzo de 1983  |    |   | 10 de abril de 1983 | 10 de abril de 1983 | 10 de abril de 1983 |  |  | 17 y 24 de abril de 1983 | 17 y 24 de abril de 1983 | 17 y 24 de abril de 1983 |  |  | 1 de mayo de 1983 | 1 de mayo de 1983 | 1 de mayo de 1983 |
|  |                          |                          |                      |    |   |                     |                     |                     |  |  |                          |                          |                          |  |  |                   |                   |                   |
|  |                          |                          |                      |    |   |                     |                     |                     |  |  |                          |                          |                          |  |  |                   |                   |                   |
|  |                          |                          |                      |    |   |                     |                     |                     |  |  |                          |                          |                          |  |  |                   |                   |                   |
|  | Independiente Rugby Club | 3                        |                      |    |   |                     |                     |                     |  |  |                          |                          |                          |  |  |                   |                   |                   |
|  | Independiente Rugby Club | 3                        |                      |    |   |                     |                     |                     |  |  |                          |                          |                          |  |  |                   |                   |                   |
|  | Gaztedi Rugby Taldea     | 12                       |                      |    |   |                     |                     |                     |  |  |                          |                          |                          |  |  |                   |                   |                   |
|  | Gaztedi Rugby Taldea     | 12                       | Gaztedi Rugby Taldea | 4  |   |                     |                     |                     |  |  |                          |                          |                          |  |  |                   |                   |                   |
|  |                          |                          |                      |    |   |                     |                     |                     |  |  |                          |                          |                          |  |  |                   |                   |                   |
|  |                          | Bonanova Rugby Club      | 6                    |    |   |                     |                     |                     |  |  |                          |                          |                          |  |  |                   |                   |                   |
|  | Bonanova Rugby Club      | Bonanova Rugby Club      | 6                    | 14 |   |                     |                     |                     |  |  |                          |                          |                          |  |  |                   |                   |                   |
|  | Bonanova Rugby Club      |                          |                      |    |   |                     |                     |                     |  |  |                          |                          |                          |  |  |                   |                   |                   |
|  | C.U.R.Z                  | 7                        |                      |    |   |                     |                     |                     |  |  |                          |                          |                          |  |  |                   |                   |                   |
|  | C.U.R.Z                  | 7                        | Bonanova Rugby Club  | 9  | 4 |                     |                     |                     |  |  |                          |                          |                          |  |  |                   |                   |                   |
|  |                          |                          |                      |    | 4 |                     |                     |                     |  |  |                          |                          |                          |  |  |                   |                   |                   |
|  |                          | Teca Rugby Club          | 28                   | 36 |   |                     |                     |                     |  |  |                          |                          |                          |  |  |                   |                   |                   |
|  | Universitario Granada    | Teca Rugby Club          | 28                   | 36 | 8 |                     |                     |                     |  |  |                          |                          |                          |  |  |                   |                   |                   |
|  | Universitario Granada    |                          |                      |    | 8 |                     |                     |                     |  |  |                          |                          |                          |  |  |                   |                   |                   |
|  | Teca Rugby Club          | 35                       |                      |    |   |                     |                     |                     |  |  |                          |                          |                          |  |  |                   |                   |                   |
|  | Teca Rugby Club          | 35                       | Teca Rugby Club      | 17 |   |                     |                     |                     |  |  |                          |                          |                          |  |  |                   |                   |                   |
|  |                          |                          |                      |    |   |                     |                     |                     |  |  |                          |                          |                          |  |  |                   |                   |                   |
|  |                          | Veterinaria Zaragoza     | 10                   |    |   |                     |                     |                     |  |  |                          |                          |                          |  |  |                   |                   |                   |
|  | CAU Rugby Valencia       | Veterinaria Zaragoza     | 10                   | 4  |   |                     |                     |                     |  |  |                          |                          |                          |  |  |                   |                   |                   |
|  | CAU Rugby Valencia       |                          |                      |    |   |                     |                     |                     |  |  |                          |                          |                          |  |  |                   |                   |                   |
|  | Veterinaria Zaragoza     | 52                       |                      |    |   |                     |                     |                     |  |  |                          |                          |                          |  |  |                   |                   |                   |
|  | Veterinaria Zaragoza     | 52                       | Teca Rugby Club      | 45 |   |                     |                     |                     |  |  |                          |                          |                          |  |  |                   |                   |                   |
|  |                          |                          |                      |    |   |                     |                     |                     |  |  |                          |                          |                          |  |  |                   |                   |                   |
|  |                          | Unió Esportiva Bellvitge | 8                    |    |   |                     |                     |                     |  |  |                          |                          |                          |  |  |                   |                   |                   |
|  | C.R. Divina Pastora      | Unió Esportiva Bellvitge | 8                    | 26 |   |                     |                     |                     |  |  |                          |                          |                          |  |  |                   |                   |                   |
|  | C.R. Divina Pastora      |                          |                      |    |   |                     |                     |                     |  |  |                          |                          |                          |  |  |                   |                   |                   |
|  | Universitario Badajoz    | 7                        |                      |    |   |                     |                     |                     |  |  |                          |                          |                          |  |  |                   |                   |                   |
|  | Universitario Badajoz    | 7                        | C.R. Divina Pastora  | 22 |   |                     |                     |                     |  |  |                          |                          |                          |  |  |                   |                   |                   |
|  |                          |                          |                      |    |   |                     |                     |                     |  |  |                          |                          |                          |  |  |                   |                   |                   |
|  |                          | Club de Rugby Karmen     | 21                   |    |   |                     |                     |                     |  |  |                          |                          |                          |  |  |                   |                   |                   |
|  | León Rugby Club          | Club de Rugby Karmen     | 21                   | 7  |   |                     |                     |                     |  |  |                          |                          |                          |  |  |                   |                   |                   |
|  | León Rugby Club          |                          |                      |    |   |                     |                     |                     |  |  |                          |                          |                          |  |  |                   |                   |                   |
|  | Club de Rugby Karmen     | 74                       |                      |    |   |                     |                     |                     |  |  |                          |                          |                          |  |  |                   |                   |                   |
|  | Club de Rugby Karmen     | 74                       | C.R. Divina Pastora  | 9  | 7 |                     |                     |                     |  |  |                          |                          |                          |  |  |                   |                   |                   |
|  |                          |                          |                      |    | 7 |                     |                     |                     |  |  |                          |                          |                          |  |  |                   |                   |                   |
|  |                          | Unió Esportiva Bellvitge | 6                    | 13 |   |                     |                     |                     |  |  |                          |                          |                          |  |  |                   |                   |                   |
|  | Cantabria Rugby Club     | Unió Esportiva Bellvitge | 6                    | 13 | 6 |                     |                     |                     |  |  |                          |                          |                          |  |  |                   |                   |                   |
|  | Cantabria Rugby Club     |                          |                      |    | 6 |                     |                     |                     |  |  |                          |                          |                          |  |  |                   |                   |                   |
|  | Kakarraldo R.T.          | 25                       |                      |    |   |                     |                     |                     |  |  |                          |                          |                          |  |  |                   |                   |                   |
|  | Kakarraldo R.T.          | 25                       | Kakarraldo R.T.      | 4  |   |                     |                     |                     |  |  |                          |                          |                          |  |  |                   |                   |                   |
|  |                          |                          |                      |    |   |                     |                     |                     |  |  |                          |                          |                          |  |  |                   |                   |                   |
|  |                          | Unió Esportiva Bellvitge | 28                   |    |   |                     |                     |                     |  |  |                          |                          |                          |  |  |                   |                   |                   |
|  | Unió Esportiva Bellvitge | Unió Esportiva Bellvitge | 28                   | 36 |   |                     |                     |                     |  |  |                          |                          |                          |  |  |                   |                   |                   |
|  | Unió Esportiva Bellvitge |                          |                      |    |   |                     |                     |                     |  |  |                          |                          |                          |  |  |                   |                   |                   |
|  | Valencia Rugby Club B    | 10                       |                      |    |   |                     |                     |                     |  |  |                          |                          |                          |  |  |                   |                   |                   |

| Campeón Teca Rugby Club |
| 2º título               |

## XXº Campeonato de España Juvenil
Los campeonatos juveniles empezaban a ser más abiertos y a los habituales equipos madrileños y catalanes, se sumaban vascos, vallisoletanos y valencianos como posibles vencedores finales. En la eliminatoria de octavos solo los barceloneses del Natación cayeron contra los valencianos del San Roque (que en 1982 habían sido campeones cadete).

Los cuartos de final estaban formados por dos equipos de Madrid (Arquitectura y Canoe), dos de Valladolid (CDU y El Salvador), dos vascos (Atlético y Getxo), los catalanes del FC Barcelona y el San Roque. Los valencianos no pudieron esta vez ganar al Arquitectura, pero los dos equipos de Valladolid eliminaron a sus rivales mostrando una vez más la fuerza de la cantera castellana. El Barça fue el cuarto semifinalista el vencer al Getxo.

Aunque en ambas eliminatorias hubo un partido empatado, Arquitectura y El Salvador se impusieron claramente en el global, al CDU y al FC Barcelona respectivamente. No habían coincidido ambos clubes en una final, pero eran veteranos en estas finales.  Los madrileños se impusieron por 12-0 obteniendo su tercer título y empatar con los de Valladolid en el total.

| Fase Previa        | Fase Previa             | Fase Previa | Fase Previa           |
| Ciudad             | Local                   | Resultado   | Visitante             |
| ------------------ | ----------------------- | ----------- | --------------------- |
| 6 de marzo de 1983 |                         |             |                       |
| San Sebastián      | Kakarraldo Rugby Taldea | 23-0        | Villamayor R.C.       |
| Sevilla            | Chana Granada           | 43-8        | CR Atlético Portuense |
| León               | Estudiantes Rugby Club  | 6-10        | CD Económicas Oviedo  |

### Cuadro Competición
|  | Octavos de final        | Octavos de final     | Octavos de final            |    |    | Cuartos de final    | Cuartos de final    | Cuartos de final    |  |  | Semifinales              | Semifinales              | Semifinales              |  |  | Final             | Final             | Final             |
|  | 13 de marzo de 1983     | 13 de marzo de 1983  | 13 de marzo de 1983         |    |    | 10 de abril de 1983 | 10 de abril de 1983 | 10 de abril de 1983 |  |  | 17 y 24 de abril de 1983 | 17 y 24 de abril de 1983 | 17 y 24 de abril de 1983 |  |  | 1 de mayo de 1983 | 1 de mayo de 1983 | 1 de mayo de 1983 |
|  |                         |                      |                             |    |    |                     |                     |                     |  |  |                          |                          |                          |  |  |                   |                   |                   |
|  |                         |                      |                             |    |    |                     |                     |                     |  |  |                          |                          |                          |  |  |                   |                   |                   |
|  |                         |                      |                             |    |    |                     |                     |                     |  |  |                          |                          |                          |  |  |                   |                   |                   |
|  | Kakarraldo Rugby Taldea | 4                    |                             |    |    |                     |                     |                     |  |  |                          |                          |                          |  |  |                   |                   |                   |
|  | Kakarraldo Rugby Taldea | 4                    |                             |    |    |                     |                     |                     |  |  |                          |                          |                          |  |  |                   |                   |                   |
|  | Atlético San Sebastián  | 12                   |                             |    |    |                     |                     |                     |  |  |                          |                          |                          |  |  |                   |                   |                   |
|  | Atlético San Sebastián  | 12                   | Club Atlético San Sebastián | 12 |    |                     |                     |                     |  |  |                          |                          |                          |  |  |                   |                   |                   |
|  |                         |                      |                             |    |    |                     |                     |                     |  |  |                          |                          |                          |  |  |                   |                   |                   |
|  |                         | San Agustín (CDU)    | 20                          |    |    |                     |                     |                     |  |  |                          |                          |                          |  |  |                   |                   |                   |
|  | San Agustín (CDU)       | San Agustín (CDU)    | 20                          | 13 |    |                     |                     |                     |  |  |                          |                          |                          |  |  |                   |                   |                   |
|  | San Agustín (CDU)       |                      |                             |    |    |                     |                     |                     |  |  |                          |                          |                          |  |  |                   |                   |                   |
|  | Lauro Rugby Club        | 6                    |                             |    |    |                     |                     |                     |  |  |                          |                          |                          |  |  |                   |                   |                   |
|  | Lauro Rugby Club        | 6                    | San Agustín (CDU)           | 8  | 3  |                     |                     |                     |  |  |                          |                          |                          |  |  |                   |                   |                   |
|  |                         |                      |                             |    | 3  |                     |                     |                     |  |  |                          |                          |                          |  |  |                   |                   |                   |
|  |                         | C.D. Arquitectura    | 8                           | 44 |    |                     |                     |                     |  |  |                          |                          |                          |  |  |                   |                   |                   |
|  | Chana Granada           | C.D. Arquitectura    | 8                           | 44 | 11 |                     |                     |                     |  |  |                          |                          |                          |  |  |                   |                   |                   |
|  | Chana Granada           |                      |                             |    | 11 |                     |                     |                     |  |  |                          |                          |                          |  |  |                   |                   |                   |
|  | C.D. Arquitectura       | 15                   |                             |    |    |                     |                     |                     |  |  |                          |                          |                          |  |  |                   |                   |                   |
|  | C.D. Arquitectura       | 15                   | C.D. Arquitectura           | 31 |    |                     |                     |                     |  |  |                          |                          |                          |  |  |                   |                   |                   |
|  |                         |                      |                             |    |    |                     |                     |                     |  |  |                          |                          |                          |  |  |                   |                   |                   |
|  |                         | San Roque Rugby Club | 3                           |    |    |                     |                     |                     |  |  |                          |                          |                          |  |  |                   |                   |                   |
|  | San Roque Rugby Club    | San Roque Rugby Club | 3                           | 13 |    |                     |                     |                     |  |  |                          |                          |                          |  |  |                   |                   |                   |
|  | San Roque Rugby Club    |                      |                             |    |    |                     |                     |                     |  |  |                          |                          |                          |  |  |                   |                   |                   |
|  | Club Natació Barcelona  | 3                    |                             |    |    |                     |                     |                     |  |  |                          |                          |                          |  |  |                   |                   |                   |
|  | Club Natació Barcelona  | 3                    | C.D. Arquitectura           | 12 |    |                     |                     |                     |  |  |                          |                          |                          |  |  |                   |                   |                   |
|  |                         |                      |                             |    |    |                     |                     |                     |  |  |                          |                          |                          |  |  |                   |                   |                   |
|  |                         | El Salvador          | 0                           |    |    |                     |                     |                     |  |  |                          |                          |                          |  |  |                   |                   |                   |
|  | Futbol Club Barcelona   | El Salvador          | 0                           | 26 |    |                     |                     |                     |  |  |                          |                          |                          |  |  |                   |                   |                   |
|  | Futbol Club Barcelona   |                      |                             |    |    |                     |                     |                     |  |  |                          |                          |                          |  |  |                   |                   |                   |
|  | C.E.U. Alicante         | 0                    |                             |    |    |                     |                     |                     |  |  |                          |                          |                          |  |  |                   |                   |                   |
|  | C.E.U. Alicante         | 0                    | Futbol Club Barcelona       | 20 |    |                     |                     |                     |  |  |                          |                          |                          |  |  |                   |                   |                   |
|  |                         |                      |                             |    |    |                     |                     |                     |  |  |                          |                          |                          |  |  |                   |                   |                   |
|  |                         | Getxo Rugby Taldea   | 4                           |    |    |                     |                     |                     |  |  |                          |                          |                          |  |  |                   |                   |                   |
|  | Getxo Rugby Taldea      | Getxo Rugby Taldea   | 4                           | 15 |    |                     |                     |                     |  |  |                          |                          |                          |  |  |                   |                   |                   |
|  | Getxo Rugby Taldea      |                      |                             |    |    |                     |                     |                     |  |  |                          |                          |                          |  |  |                   |                   |                   |
|  | Jesuitas de Navarra     | 8                    |                             |    |    |                     |                     |                     |  |  |                          |                          |                          |  |  |                   |                   |                   |
|  | Jesuitas de Navarra     | 8                    | Futbol Club Barcelona       | 8  | 4  |                     |                     |                     |  |  |                          |                          |                          |  |  |                   |                   |                   |
|  |                         |                      |                             |    | 4  |                     |                     |                     |  |  |                          |                          |                          |  |  |                   |                   |                   |
|  |                         | El Salvador          | 22                          | 4  |    |                     |                     |                     |  |  |                          |                          |                          |  |  |                   |                   |                   |
|  | Canoe Natación Club     | El Salvador          | 22                          | 4  | 30 |                     |                     |                     |  |  |                          |                          |                          |  |  |                   |                   |                   |
|  | Canoe Natación Club     |                      |                             |    | 30 |                     |                     |                     |  |  |                          |                          |                          |  |  |                   |                   |                   |
|  | CAR-Sevilla             | 4                    |                             |    |    |                     |                     |                     |  |  |                          |                          |                          |  |  |                   |                   |                   |
|  | CAR-Sevilla             | 4                    | Canoe Natación Club         | 10 |    |                     |                     |                     |  |  |                          |                          |                          |  |  |                   |                   |                   |
|  |                         |                      |                             |    |    |                     |                     |                     |  |  |                          |                          |                          |  |  |                   |                   |                   |
|  |                         | El Salvador          | 16                          |    |    |                     |                     |                     |  |  |                          |                          |                          |  |  |                   |                   |                   |
|  | Económicas Oviedo       | El Salvador          | 16                          | 9  |    |                     |                     |                     |  |  |                          |                          |                          |  |  |                   |                   |                   |
|  | Económicas Oviedo       |                      |                             |    |    |                     |                     |                     |  |  |                          |                          |                          |  |  |                   |                   |                   |
|  | El Salvador             | 20                   |                             |    |    |                     |                     |                     |  |  |                          |                          |                          |  |  |                   |                   |                   |

| Campeón                     |
| Club Deportivo Arquitectura |
| 3er título                  |

## Xº Campeonato de España Cadete
Los campeones de Madrid, Cataluña, Valencia y Valladolid estaban exentos de jugar los octavos, mientras los campeones de Cantabria se jugaban una plaza con los subcampeones vascos. La sorpresa de octavos la protagonizó el Getxo que eliminó al siempre competitivo Arquitectura, uno sino el más favorito de los contendientes. El Getxo no pudo superar al FC Barcelona, que se metía en semifinales contra el campeón del año anterior, el San Roque. La otra semifinal la jugarían el Lourdes, que eliminó con mucho sufrimiento al Independiente de Santander, contra la otra sorpresa del cuadro, el CAR de Sevilla, que dejó fuera al Cisneros, campeón madrileño. 

Lourdes y Barcelona tuvieron pocos problemas para superar sus semifinales y se presentaron en Madrid para la final. Fue un partido igualado y defensivo, pero finalmente los azulgranas obtuvieron su primer título cadete, y el 4º de la temporada, cerrando así una magnífica temporada para el club. 
| Fase Previa         | Fase Previa              | Fase Previa | Fase Previa          |
| Ciudad              | Local                    | Resultado   | Visitante            |
| ------------------- | ------------------------ | ----------- | -------------------- |
| 13 de marzo de 1983 |                          |             |                      |
| Bilbao              | Independiente Rugby Club | 6-4         | Gaztedi Rugby Taldea |

### Cuadro Competición
|  | Octavos de final              | Octavos de final        | Octavos de final         |    |   | Cuartos de final    | Cuartos de final    | Cuartos de final    |  |  | Semifinales              | Semifinales              | Semifinales              |  |  | Final             | Final             | Final             |
|  | 20 de marzo de 1983           | 20 de marzo de 1983     | 20 de marzo de 1983      |    |   | 10 de abril de 1983 | 10 de abril de 1983 | 10 de abril de 1983 |  |  | 17 y 24 de abril de 1983 | 17 y 24 de abril de 1983 | 17 y 24 de abril de 1983 |  |  | 1 de mayo de 1983 | 1 de mayo de 1983 | 1 de mayo de 1983 |
|  |                               |                         |                          |    |   |                     |                     |                     |  |  |                          |                          |                          |  |  |                   |                   |                   |
|  |                               |                         |                          |    |   |                     |                     |                     |  |  |                          |                          |                          |  |  |                   |                   |                   |
|  |                               |                         |                          |    |   |                     |                     |                     |  |  |                          |                          |                          |  |  |                   |                   |                   |
|  | Club Natació Montjuïc         | 20                      |                          |    |   |                     |                     |                     |  |  |                          |                          |                          |  |  |                   |                   |                   |
|  | Club Natació Montjuïc         | 20                      |                          |    |   |                     |                     |                     |  |  |                          |                          |                          |  |  |                   |                   |                   |
|  | Ejea Rugby Club               | 0                       |                          |    |   |                     |                     |                     |  |  |                          |                          |                          |  |  |                   |                   |                   |
|  | Ejea Rugby Club               | 0                       | Club Natació Montjuïc    | 9  |   |                     |                     |                     |  |  |                          |                          |                          |  |  |                   |                   |                   |
|  |                               |                         |                          |    |   |                     |                     |                     |  |  |                          |                          |                          |  |  |                   |                   |                   |
|  |                               | Club de Rugby San Roque | 15                       |    |   |                     |                     |                     |  |  |                          |                          |                          |  |  |                   |                   |                   |
|  | Club de Rugby San Roque       | Club de Rugby San Roque | 15                       |    |   |                     |                     |                     |  |  |                          |                          |                          |  |  |                   |                   |                   |
|  |                               |                         |                          |    |   |                     |                     |                     |  |  |                          |                          |                          |  |  |                   |                   |                   |
|  | Exento                        |                         |                          |    |   |                     |                     |                     |  |  |                          |                          |                          |  |  |                   |                   |                   |
|  | Club de Rugby San Roque       | 7                       | 21                       |    |   |                     |                     |                     |  |  |                          |                          |                          |  |  |                   |                   |                   |
|  | Club de Rugby San Roque       | 7                       | 21                       |    |   |                     |                     |                     |  |  |                          |                          |                          |  |  |                   |                   |                   |
|  |                               | Futbol Club Barcelona   | 13                       | 15 |   |                     |                     |                     |  |  |                          |                          |                          |  |  |                   |                   |                   |
|  | CD Arquitectura               | Futbol Club Barcelona   | 13                       | 15 | 4 |                     |                     |                     |  |  |                          |                          |                          |  |  |                   |                   |                   |
|  | CD Arquitectura               |                         |                          |    | 4 |                     |                     |                     |  |  |                          |                          |                          |  |  |                   |                   |                   |
|  | Getxo Rugby Taldea            | 18                      |                          |    |   |                     |                     |                     |  |  |                          |                          |                          |  |  |                   |                   |                   |
|  | Getxo Rugby Taldea            | 18                      | Getxo Rugby Taldea       | 6  |   |                     |                     |                     |  |  |                          |                          |                          |  |  |                   |                   |                   |
|  |                               |                         |                          |    |   |                     |                     |                     |  |  |                          |                          |                          |  |  |                   |                   |                   |
|  |                               | Futbol Club Barcelona   | 10                       |    |   |                     |                     |                     |  |  |                          |                          |                          |  |  |                   |                   |                   |
|  | Futbol Club Barcelona         | Futbol Club Barcelona   | 10                       |    |   |                     |                     |                     |  |  |                          |                          |                          |  |  |                   |                   |                   |
|  |                               |                         |                          |    |   |                     |                     |                     |  |  |                          |                          |                          |  |  |                   |                   |                   |
|  | Exento                        |                         |                          |    |   |                     |                     |                     |  |  |                          |                          |                          |  |  |                   |                   |                   |
|  | Futbol Club Barcelona         | 14                      |                          |    |   |                     |                     |                     |  |  |                          |                          |                          |  |  |                   |                   |                   |
|  | Futbol Club Barcelona         | 14                      |                          |    |   |                     |                     |                     |  |  |                          |                          |                          |  |  |                   |                   |                   |
|  |                               | Club Deportivo Lourdes  | 7                        |    |   |                     |                     |                     |  |  |                          |                          |                          |  |  |                   |                   |                   |
|  | Independiente Rugby Club      | Club Deportivo Lourdes  | 7                        | 34 |   |                     |                     |                     |  |  |                          |                          |                          |  |  |                   |                   |                   |
|  | Independiente Rugby Club      |                         |                          |    |   |                     |                     |                     |  |  |                          |                          |                          |  |  |                   |                   |                   |
|  | Asociación Atlética Avilesina | 0                       |                          |    |   |                     |                     |                     |  |  |                          |                          |                          |  |  |                   |                   |                   |
|  | Asociación Atlética Avilesina | 0                       | Independiente Rugby Club | 6  |   |                     |                     |                     |  |  |                          |                          |                          |  |  |                   |                   |                   |
|  |                               |                         |                          |    |   |                     |                     |                     |  |  |                          |                          |                          |  |  |                   |                   |                   |
|  |                               | Club Deportivo Lourdes  | 8                        |    |   |                     |                     |                     |  |  |                          |                          |                          |  |  |                   |                   |                   |
|  | Club Deportivo Lourdes        | Club Deportivo Lourdes  | 8                        |    |   |                     |                     |                     |  |  |                          |                          |                          |  |  |                   |                   |                   |
|  |                               |                         |                          |    |   |                     |                     |                     |  |  |                          |                          |                          |  |  |                   |                   |                   |
|  | Exento                        |                         |                          |    |   |                     |                     |                     |  |  |                          |                          |                          |  |  |                   |                   |                   |
|  | Club Deportivo Lourdes        | 4                       | 4                        |    |   |                     |                     |                     |  |  |                          |                          |                          |  |  |                   |                   |                   |
|  | Club Deportivo Lourdes        | 4                       | 4                        |    |   |                     |                     |                     |  |  |                          |                          |                          |  |  |                   |                   |                   |
|  |                               | CAR Sevilla             | 0                        | 0  |   |                     |                     |                     |  |  |                          |                          |                          |  |  |                   |                   |                   |
|  | Club de Rugby Cisneros        | CAR Sevilla             | 0                        | 0  |   |                     |                     |                     |  |  |                          |                          |                          |  |  |                   |                   |                   |
|  |                               |                         |                          |    |   |                     |                     |                     |  |  |                          |                          |                          |  |  |                   |                   |                   |
|  | Exento                        |                         |                          |    |   |                     |                     |                     |  |  |                          |                          |                          |  |  |                   |                   |                   |
|  | Club de Rugby Cisneros        | 3                       |                          |    |   |                     |                     |                     |  |  |                          |                          |                          |  |  |                   |                   |                   |
|  | Club de Rugby Cisneros        | 3                       |                          |    |   |                     |                     |                     |  |  |                          |                          |                          |  |  |                   |                   |                   |
|  |                               | CAR Sevilla             | 13                       |    |   |                     |                     |                     |  |  |                          |                          |                          |  |  |                   |                   |                   |
|  | Chana Granada                 | CAR Sevilla             | 13                       | 9  |   |                     |                     |                     |  |  |                          |                          |                          |  |  |                   |                   |                   |
|  | Chana Granada                 |                         |                          |    |   |                     |                     |                     |  |  |                          |                          |                          |  |  |                   |                   |                   |
|  | CAR Sevilla                   | 29                      |                          |    |   |                     |                     |                     |  |  |                          |                          |                          |  |  |                   |                   |                   |

| Campeón Futbol Club Barcelona |
| 1er título                    |

## Campeonatos Regionales

### Federaciones zona Norte
Aunque la zona Norte queda solo con los equipos vascos y la federación satélite de Aragón, desarrollo del rugby en esta zonas es vigoroso y sostenido. Durante los años 70 la media de licencias anuales era de unas 1000 (600 Guipúzcoa y 400 Vizcaya), en esta temporada se han duplicado con creces con más de 2000 licencias.

Otro avance importante es la proliferación de instalaciones dedicadas al rugby, lo que permite a muchos clubs tener un campo propio para entrenamientos y partidos. Desde finales de los 70, a los habituales Landare Toki (Hernani R.C.), Ciudad Deportiva de Anoeta en San Sebastián (Zaharrehan R.T.) y los campos del Seminario de Derio de la Federación de Vizcaya (Bilbao R.C., Universitario, Basauri, Sarriko) se han unido campos municipales, que compaginan con el fútbol como: San Vicente (Baracaldo), Santa Lucía (Gernika R.T.), Elizalde (Elorrio R.T.), Iturripe (Juventud Mondragón), Burlada (Iruña R.C.) y Gamarra (Gaztedi R.T.). Otros sin embargo tienen sus campos en exclusiva, como el campo de Fadura (Getxo R.T.), Trevijano (Ordizia R.E.), Txipio (Kakarraldo R.T.) o el Atxurizubi (Mungia R.T.). Este mismo año 1983 se inauguran dos nuevas instalaciones: el campo de Bera Bera en Ayete (Antiguo) para el Atlético San Sebastián que deja Anoeta y el de Playaundi para el Irún R.C. dejando atrás el duro campo de Larreaundi. El País Vasco se convierte así en la zona de España con mayor densidad de campos de rugby, similar a la zona vasco-francesa. De este modo se puede crear una afición más cercana y unos clubes más implicados en la vida de los pueblos y barrios a los que representan.

A mediados de 1983 se constituye la nueva delegación de Navarra, que para la próxima temporada abarcará también la Comunidad Autónoma de La Rioja. Aragón con un grupo propio de 2ª División mantiene también un importante crecimiento, con cerca de 700 licencias federativas.

|                             | Fundación | Sede                           | Presidente                    | Clubs | En DH | En 1ª | En 2ª | Ligas               | Licencias |
| --------------------------- | --------- | ------------------------------ | ----------------------------- | ----- | ----- | ----- | ----- | ------------------- | --------- |
| Federación Alavesa de Rugby | 1977      | c/ Ramiro de Maeztu-4, Vitoria | D. José Luis Monasterio Rubio | 6     | 0     | 0     | 2     | 1 sen, 1cad         | 181       |
| Federación de Guipúzcoa     | 1961      | c/ Prim-28, San Sebastián      | D. José Luis Peña Paricio     | 16    | 1     | 4     | 3     | 1 sen, 2 juv, 1 cad | 929       |
| Federación de Vizcaya       | 1948      | c/ José Mª Escuza-16, Bilbao   | D. Julio Apraiz Feliu         | 12    | 1     | 4     | 3     | 1 sen, 1 juv, 2 cad | 977       |
| Federación de Zaragoza      | 1957      | c/ Casa Jiménez-10, Zaragoza   | D. Miguel Ángel Tobajas Homs  | 9     | 0     | 0     | 9     | 1 cad               | 688       |

| Guipúzcoa-Navarra | Guipúzcoa-Navarra            | Vizcaya | Vizcaya                    |
| ----------------- | ---------------------------- | ------- | -------------------------- |
| 1º                | Juventud Deportiva Mondragón | 1º      | Sarriko Rugby Taldea       |
| 2º                | C.R.U. Navarra               | 2º      | Gernika Rugby Taldea B     |
| 3º                | Club Deportivo Zarautz       | 3º      | Bilbao Rugby Club B        |
| 4º                | Hilarión Eslava              | 4º      | Bilbo Zaharra Rugby Taldea |
| 5º                | Eibar Rugby Taldea           | 5º      | Kakarraldo Rugby Taldea B  |
| 6º                | Abance Rugby Taldea          | 6º      | Baracaldo Rugby Club       |
|                   |                              | 7º      | C.D. Universitario B       |
|                   |                              | 8º      | Elorrio Rugby Taldea B     |
|                   |                              | 9º      | Basauriko Rugby Taldea     |
|                   |                              | 10º     | Otxarkoaga Rugby Taldea    |

| Guipúzcoa Juvenil | Guipúzcoa Juvenil           | Navarra Juvenil | Navarra Juvenil         | Vizcaya Juvenil | Vizcaya Juvenil         | Guipúzcoa Cadete | Guipúzcoa Cadete            | Vizcaya Cadete | Vizcaya Cadete          | Álava Cadete | Álava Cadete         |
| ----------------- | --------------------------- | --------------- | ----------------------- | --------------- | ----------------------- | ---------------- | --------------------------- | -------------- | ----------------------- | ------------ | -------------------- |
| 1º                | Club Atlético San Sebastián | 1º              | Jesuitas de Navarra     | 1º              | Getxo Rugby Taldea      | 1º               | Ordizia Rugby Elkartea      | 1º             | Getxo Rugby Taldea      | 1º           | Gaztedi Rugby Taldea |
| 2º                | Ordizia Rugby Elkartea      | 2º              | Club Deportivo Irrintzi | 2º              | Kakarraldo Rugby Taldea | 2º               | Club Atlético San Sebastián | 2º             | Gernika Rugby Taldea    | 2º           | San Viator Rugby     |
| 3º                | Rugby Club Irún             | 3º              | E.D.E.R.                | 3º              | C.D. Universitario      | 3º               | Rugby Club Irún             | 3º             | Kakarraldo Rugby Taldea | 3º           | Urgatzi-Kirrinka     |
| 4º                | Hernani Club de Rugby       | 4º              | Agustinos Navarra       | 4º              | Basauriko Rugby Taldea  | 4º               | Hernani Club de Rugby       | 4º             | C.D. Universitario      |              |                      |
|                   |                             |                 |                         | 5º              | Sarriko Rugby Taldea    |                  |                             | 5º             | Baracaldo Rugby Club    |              |                      |
|                   |                             |                 |                         | 6º              | Otxarkoaga Rugby Taldea |                  |                             |                |                         |              |                      |

### Federaciones zona Levante
La federación catalana había venido perdiendo licencias desde 1976 que alcanzó su máximo con 2030, en 1982/83 se recuperan por fin esos números que se habían estancado en las 1600 en los últimos años. De todos modos el rugby catalán está muy centrado en la provincia de Barcelona, especialmente en la capital y sus alrededores. Solo Gerona y Reus tienen equipos fuera de Barcelona, además del equipo de Andorra. De todos modos las más de 600 licencias en cadetes auguran un buen futuro para el rugby catalán.

En la Comunidad Valenciana se ha creado una federación autonómica que engloba las tres delegaciones provinciales. La nueva Federación de Rugby de la Comunidad Valenciana (FRCV) tiene su sede en la delegación valenciana y sus organismos técnicos son en principio los mismos, aunque la intención es que sean organismos separados, con la FRCV encargada de organizar la liga de 2ª División, una liga regional y las selecciones provinciales, mientras las delegaciones organicen las categorías de promoción: juveniles y cadetes.
|                                | Fundación | Sede                                      | Presidente                      | Clubs | En DH | En 1ª | En 2ª | Ligas               | Licencias |
| ------------------------------ | --------- | ----------------------------------------- | ------------------------------- | ----- | ----- | ----- | ----- | ------------------- | --------- |
| Federación Catalana            | 1922      | c/ Infanta Carlota Joaquina, 40 Barcelona | D. José Azuara González         | 21    | 2     | 6     | 8     | 1 sen, 1 juv, 2 cad | 2.068     |
| Federación de la C. Valenciana | 1982      | c/ Lauria, 18. Valencia                   | D. Eduardo García Sánchez       | 22    | 2     | 2     | 6     | 1 sen, 1 juv, 2 cad | 1.264     |
| Delegación de Valencia         | 1931      | c/ Lauria, 18. Valencia                   | D. Manuel Sánchez Domínguez     | 14    | 2     | 1     | 8     | 1 sen, 1 juv, 2 cad | 837       |
| Delegación de Alicante         | 1973      | Avda. Padre Vendrell,1. Alicante          | D. Francisco Javier Muñoz Arias | 7     | 0     | 0     | 2     | 1 juv               | 374       |
| Delegación de Castellón        | 1982      | c/ Trinidad,7. Castellón de la Plana      | D. Fernando Bellido Querol      | 1     | 0     | 0     | 0     | 1 juv               | 53        |
| Delegación de Baleares         | 1982      | Avda. de España,1. Ibiza                  | D. Antonio Vadell               | 4     | 0     | 0     | 0     | -                   | 59        |

| Copa    | Copa                                | Junior | Junior                            | Cadetes | Cadetes                           |
| ------- | ----------------------------------- | ------ | --------------------------------- | ------- | --------------------------------- |
| 1º      | Unió Esportiva Santboiana           | 1º     | Club Natació Barcelona            | 1º      | Futbol Club Barcelona             |
| 2º      | Rugby Club Cornellà                 | 2º     | Futbol Club Barcelona             | 2º      | Club Natació Montjuïc             |
| Semis   | Futbol Club Barcelona               | 3º     | Club Natació Montjuïc             | 3º      | Club Esportiu Universitari        |
| Semis   | Club Natació Montjuïc               | 4º     | Rugby Club Cornellà               | 4º      | Club Natació Barcelona            |
| Cuartos | Club Natació Barcelona              | 5º     | Unió Esportiva Bellvitge          | 5º      | G.E.i.E.G.-Gerona A               |
| Cuartos | Barcelona Universitari Club (BUC)   | 6º     | Real Club Deportivo Español       | 6º      | Rugby Club Cornellà               |
| Cuartos | Unió Esportiva Santboiana B         | 7º     | Unió Esportiva Santboiana         | 7º      | Unió Esportiva Santboiana         |
| Cuartos | Club Esportiu Universitari          | 8º     | G.E.i.E.G.-Gerona                 | 8º      | Unió Esportiva Bellvitge          |
| Octavos | G.E.i.E.G.-Gerona                   | 9º     | Barcelona Universitari Club (BUC) | 9º      | Real Club Deportivo Español       |
| Octavos | Bonanova Rugby Club                 | 10º    | Club Natació Poble Nou            | 10º     | Barcelona Universitari Club (BUC) |
| Octavos | VPC Rugby Andorra                   | 11º    | Bonanova Rugby Club               | 11º     | Bonanova Rugby Club               |
| Octavos | Club de Rugby Atlético Cassá        | 12º    | Club de Rugby Atlético Cassá      | 12º     | VPC Rugby Andorra                 |
| Octavos | Unió Esportiva Bellvitge            |        |                                   | 13º     | Reus Deportivo                    |
| Octavos | Real Club Deportivo Español         |        |                                   | 14º     | G.E.i.E.G.-Gerona B               |
| Octavos | Barcelona Universitari Club (BUC) B |        |                                   |         |                                   |
| Octavos | Club Natació Poble Nou              |        |                                   |         |                                   |

| Valencia Senior | Valencia Senior            | Valencia Juvenil | Valencia Juvenil     | Valencia Cadete | Valencia Cadete      |
| --------------- | -------------------------- | ---------------- | -------------------- | --------------- | -------------------- |
| 1º              | Arquitectura Valencia      | 1º               | San Roque Rugby Club | 1º              | San Roque Rugby Club |
| 2º              | Requena Rugby Club         | 2º               | Tatami Rugby Club    | 2º              | Tatami Rugby Club    |
| 3º              | Tatami Rugby Club B        | 3º               | CAU Rugby Valencia   | 3º              | Maristas Valencia    |
| 4º              | Tabernes de Valldigna R.C. | 4º               | Valencia Rugby Club  | 4º              | Valencia Rugby Club  |
| 5º              | CAU Rugby Valencia         | 5º               | U.E.R. Moncada       | 5º              | Les Abelles-Sorolla  |
|                 |                            | 6º               | Cullera Rugby Club   | 6º              | Colegio Pio XII      |
|                 |                            |                  |                      | 7º              | La Salle Valencia    |

### Federaciones zona Centro-Sur
Aunque en Madrid los clubes son fuertes y competitivos, a diferencia de los clubes del País vasco, no poseen instalaciones propias en la que los equipos entrenen, jueguen y puedan sentirse realmente como locales. Casi todos los campos de juego están en la Ciudad Universitaria (Central, Paraninfo, Cantarranas) y pertenecen a la Universidad Complutense donde también se juegan ligas universitarias. La Federación Española construyó a finales de los 70 los dos campos de Orcasitas. Solo el Liceo Francés posee un campo de juego en el propio colegio, el Ramón Urtubi. El club recién fundado Amorós tiene un campo de fútbol habilitado para rugby en el Colegio Amorós. En 1983 el Teca llegó a un acuerdo con el ayuntamiento de Alcobendas para la utilización por el club del campo recién construido en el polideportivo de dicha localidad. Es decir 3 clubes de 19 son los únicos que poseen campo propio o de uso exclusivo.

Las federaciones andaluzas se van recuperando tras la época un tanto aislada que tuvieron a finales de los 70. El gran problema para el desarrollo del rugby andaluz es la gran extensión de Andalucía y sus comunicaciones deficientes que hacen que los clubes tengan que afrontar presupuestos más altos por desplazamientos. Muchas veces los desplazamientos intra-regionales son más costosos que el viaje a Madrid. La división de la comunidad en dos zonas: Occidental (Sevilla) y Oriental (Granada) podría racionalizar el gasto. En la parte positiva estaba el crecimiento y consolidación de las ligas de juveniles y en menor medida las de cadetes, para crear expectativas de futuro al rugby andaluz. Otra buena señal era que junto a Sevilla y Granada, el rugby en Cádiz se consolidaba con dos equipos, así como en Córdoba. Málaga también se incorporaba al rugby desde su equipo de la universidad.

|                               | Fundación | Sede                           | Presidente                       | Clubs | En DH | En 1ª | En 2ª | Ligas                      | Licencias |
| ----------------------------- | --------- | ------------------------------ | -------------------------------- | ----- | ----- | ----- | ----- | -------------------------- | --------- |
| Federación Rugby Madrid       | 1923      | c/ Covarrubias,17 Madrid       | D. Domingo Fernández Calleja     | 19    | 2     | 6     | 8     | 1 sen, 1 juv, 2 cad, 1 inf | 1.918     |
| Federación de Sevilla         | 1951      | c/ Benidorm, 5. Sevilla        | D. Carlos Orozco Ferrer          | 15    | 0     | 2     | 6     | 1 juv, 1 cad               | 735       |
| Federación Granadina de Rugby | 1966      | Av. de Madrid, 5. Granada      | D. Manuel Fernández Ramos        | 6     | 0     | 3     | 3     | 1 sen, 1 juv, 1 cad        | 437       |
| Delegación de Extremadura     | 1981      | Plaza de la Victoria,3 Badajoz | D. José Antonio Fuentes Paniagua | 6     | 0     | 0     | 6     | -                          | 135       |

| Madrid Sénior | Madrid Sénior                  | Madrid Juvenil | Madrid Juvenil              | Madrid Cadete | Madrid Cadete                | Torneos Senior  | Torneos Senior               | Torneos Juv-Cad         | Torneos Juv-Cad             |
| ------------- | ------------------------------ | -------------- | --------------------------- | ------------- | ---------------------------- | --------------- | ---------------------------- | ----------------------- | --------------------------- |
| 1º            | Olímpico Pozuelo Rugby Club B  | 1º             | Canoe Natación Club         | 1º            | Club de Rugby Cisneros       | Copa de Madrid  | Copa de Madrid               | Copa de Madrid Juvenil  | Copa de Madrid Juvenil      |
| 2º            | Club Deportivo Jogging         | 2º             | Club Deportivo Arquitectura | 2º            | Club Deportivo Arquitectura  | 1º              | C.D. Filosofía y Letras      | 1º                      | Olímpico Pozuelo Rugby Club |
| 3º            | Teca Rugby Club B              | 3º             | Olímpico Pozuelo Rugby Club | 3º            | Club de Rugby Amorós         | 2º              | Club Español Urogallos (CEU) | 3º                      | Filo-Amorós                 |
| 4º            | C.D. Filosofía y Letras B      | 4º             | CAU Madrid Rugby Club       | 4º            | Olímpico Pozuelo Rugby Club  |                 |                              | Copa de Madrid Cadete   | Copa de Madrid Cadete       |
| 5º            | Canoe Natación Club C          | 5º             | C.D. Filosofía y Letras     | 5º            | Club de Rugby La Paloma      | Villa de Madrid | Villa de Madrid              | 1º                      | Filo-Amorós                 |
| 6º            | Club Español Urogallos (CEU) B | 6º             | Club de Rugby Cisneros      | 6º            | San Juan Bautista            | 1º              | Club Deportivo Arquitectura  | 2º                      | Club Deportivo Arquitectura |
| 7º            | Rugby Club Geológicas          | 7º             | Teca Rugby Club             | 7º            | Teca Rugby Club              | 2º              | Olímpico Pozuelo Rugby Club  |                         |                             |
| 8º            | Club Deportivo Acantos B       | 8º             | Club de Rugby Karmen        | 8º            | Canoe Natación Club          |                 |                              | Villa de Madrid Juvenil | Villa de Madrid Juvenil     |
|               |                                | 9º             | Club de Rugby La Paloma     | 9º            | Club Español Urogallos (CEU) | San Isidro      | San Isidro                   | 1º                      | Canoe Natación Club         |
|               |                                | 10º            | Club de Rugby Liceo Francés | 10º           | Club de Rugby Liceo Francés  | 1º              | Olímpico Pozuelo Rugby Club  | 2º                      | CAU Madrid Rugby Club       |
|               |                                | 11º            | AD Ingenieros Industriales  | 11º           | Club Deportivo Acantos       | 2º              | Club Deportivo Arquitectura  | Villa de Madrid Cadete  | Villa de Madrid Cadete      |
|               |                                | 12º            | Club Deportivo Acantos      | 12º           | CAU Madrid Rugby Club        |                 |                              | 1º                      | Olímpico Pozuelo Rugby Club |
|               |                                | 13º            | Club de Rugby Amorós        |               |                              |                 |                              | 2º                      | Club Deportivo Arquitectura |

| Sevilla Senior | Sevilla Senior                   | Sevilla Juvenil | Sevilla Juvenil                  | Granada Senior | Granada Senior                 | Granada Juvenil | Granada Juvenil                | Copa Extremadura | Copa Extremadura              |
| -------------- | -------------------------------- | --------------- | -------------------------------- | -------------- | ------------------------------ | --------------- | ------------------------------ | ---------------- | ----------------------------- |
| 1º             | Club de Rugby Ciencias           | 1º              | Club Amigos del Rugby            | 1º             | Hípica Rugby Club Granada      | 1º              | Club de Rugby Chana de Granada | 1º               | Club Universitario de Badajoz |
| 2º             | Sevilla Club de Fútbol           | 2º              | Club de Rugby Atlético Portuense | 2º             | CD Universitario de Granada    | 2º              | CD Universitario de Granada    | 2º               | Club Amigos del Rugby Cáceres |
| 3º             | Club de Rugby Divina Pastora     | 3º              | Aljarafe Rugby                   | 3º             | Universitario de Córdoba       | 3º              | Hípica Rugby Club Granada      | Semi             | Pigalle Mérida                |
| 4º             | Club de Rugby Atlético Portuense | 4º              | Club de Rugby Divina Pastora     | 4º             | Club de Rugby Chana de Granada | 4º              | Universitario de Córdoba       | Semi             | La Unión Placentina de Rugby  |
| 5º             | Club Amigos del Rugby (CAR)      | 5º              | Sevilla Club de Fútbol           | 5º             | Derecho Málaga                 | 5º              | Derecho Málaga                 | Cuartos          | Club Universitario Atlético   |
| 6º             | Medicina Sevilla                 | 6º              | Club de Rugby Ciencias           | 6º             | C.M. Nevalo de Córdoba         |                 |                                | Cuartos          | Club Cacereño Atlético        |
| 7º             | Arquitectura Sevilla             | 7º              | Medicina Sevilla                 |                |                                |                 |                                |                  |                               |
| 8º             | Medicina Cádiz                   | 8º              | Medicina Cádiz                   |                |                                |                 |                                |                  |                               |

### Federaciones zona Noroeste
En esta zona se agrupan toda una serie de pequeñas federaciones provinciales que tomando como modelo Valladolid consolidaran el rugby de base. El mayor problema en la zona son las largas distancias que separan a los clubes. Valladolid perdía su referencia con Madrid, los habituales rivales de los pucelanos en las clasificatorias nacionales, pero la Federación se volcará en apoyar a la ciudad castellana como uno de los centros fundamentales del rugby español. de hecho Valladolid era una de las ciudades donde el rugby era ya un deporte tradicional de la ciudad y adoptado como parte de la cultura de sus habitantes, que tenían contacto con este deporte desde el colegio. En Asturias se trataba de recuperar la fuerza que tuvo el rugby en los inicios de los 70, que se había ido perdiendo quizá debido al aislamiento de la región. En Cantabria el rugby se iba consolidando poco a poco, y se buscaba el objetivo de las 500 licencias federativas y al menos 5 clubes.

|                                     | Fundación | Sede                                    | Presidente                  | Clubs | En DH | En 1ª | En 2ª | Ligas               | Licencias |
| ----------------------------------- | --------- | --------------------------------------- | --------------------------- | ----- | ----- | ----- | ----- | ------------------- | --------- |
| Federación Provincial de Valladolid | 1958      | c/ Dos de Mayo,4. Valladolid            | D. Ricardo Sánchez González | 9     | 0     | 4     | 0     | 1 juv, 2 cad, 1 inf | 606       |
| Delegación Provincial de León       | 1944      | Paseo de la Facultad,3. León            | D. Oscar Garcia Luna        | 7     | 0     | 0     | 1     | 1 cad               | 158       |
| Delegación Provincial de Salamanca  | 1982      | c/ Valencia,22. Salamanca               | D. Antonio Cubeiro Lefler   | 1     | 0     | 1     | 0     | -                   | 48        |
| Delegación Burgalesa de Rugby       | 1978      | c/ San Juan, 22 Burgos                  | D. Ignacio Laglera Cabrera  | 3     | 0     | 0     | 1     | -                   | 72        |
| Delegación Provincial de Zamora     | 1982      | Avd. de Italia,4. Zamora                | D. Félix Rodríguez Lozano   | 1     | 0     | 0     | 1     | -                   | 51        |
| Federación Provincial de Asturias   | 1964      | c/ Dindurra-20, Casa del Deporte, Gijón | D. Isidro Martínez Oblanca  | 10    | 0     | 3     | 3     | 1 sen, 1 juv, 1 cad | 562       |
| Federación Cántabra de Rugby        | 1941      | c/ San Fernando-48, Santander           | D. Teófilo Marlasca Amigo   | 6     | 0     | 0     | 6     | 1 juv, 1 cad        | 340       |

| Castilla y León | Castilla y León           | Asturias | Asturias                      | Cantabria | Cantabria                |
| --------------- | ------------------------- | -------- | ----------------------------- | --------- | ------------------------ |
| Juvenil         | Juvenil                   | Juvenil  | Juvenil                       | Juvenil   | Juvenil                  |
| 1º              | Club de Rugby El Salvador | 1º       | Lauro Club de Rugby           | 1º        | Estudiantes Rugby Club   |
| 2º              | San Agustín (CDU)         | 2º       | Económicas de Oviedo          | 2º        | Independiente Rugby Club |
| 3º              | Club Deportivo Lourdes    | 3º       | Pipol's Rugby Club            | 3º        | Reinosa Rugby Club       |
| 4º              | Club de Rugby Rondilla    | 4º       | Asociación Atlética Avilesina | 4º        | Cantabria Rugby Club     |
| 5º              | Club Deportivo San José   | 5º       | Real Sporting de Gijón        | 5º        | Flandes Rugby Club       |
|                 |                           | 6º       | CAU Oviedo                    |           |                          |
| Cadete          | Cadete                    | Cadete   | Cadete                        | Cadete    | Cadete                   |
| 1º              | Club Deportivo Lourdes    | 1º       | Asociación Atlética Avilesina | 1º        | Independiente Rugby Club |
| 2º              | Club de Rugby El Salvador | 2º       | Fundación Revillagigedo       | 2º        | Estudiantes Rugby Club   |
| 3º              | Club Deportivo San José   | 3º       | Lauro Club de Rugby           | 3º        | Reinosa Rugby Club       |
| 4º              | San Agustín (CDU)         | 4º       | Universidad Laboral de Gijón  |           |                          |
| 5º              | Club de Rugby Rondilla    | 5º       | Económicas de Oviedo          |           |                          |
| 6º              | Colegio Cristo Rey        | 6º       | Castrillón Club de Rugby      |           |                          |

## Competiciones internacionales

### Trofeo Europeo F.I.R.A. (Senior 2ª División)
De nuevo se intentaba el asalto a la primera división europea y como era habitual el rival más fuerte era la Selección de Polonia. La derrota de los polacos en Países Bajos y la victoria de España contra los neerlandeses ponía de cara la clasificación a los españoles que también ganaron claramente a Portugal. Era necesario vencer a los polacos en Valencia pero Polonia se impuso en el campo de El Saler y se colocó por delante en la clasificación, aunque quedaba la esperanza de que Portugal ganara en Lisboa. En un buen partido de los lusos que pusieron las cosas difíciles a los polacos, pero estos vencieron 4-6 y consiguieron el ascenso, con la selección hispana en segundo lugar con los mismos puntos. 

#### Resultados
| Ciudad    | Fecha      | Local        | Resultado | Visitante    |
| --------- | ---------- | ------------ | --------- | ------------ |
| Varsovia  | 10-10-1982 | Polonia      | 6-13      | Países Bajos |
| Poznan    | 24-10-1982 | Polonia      | 54-6      | Suecia       |
| Malmoe    | 6-11-1982  | Suecia       | 7-16      | Países Bajos |
| Hilversum | 13-3-1983  | Países Bajos | 3-32      | España       |
| Madrid    | 26-3-1983  | España       | 25-4      | Portugal     |
| Hilversum | 10-4-1983  | Países Bajos | 6-13      | Portugal     |
| Valencia  | 24-4-1983  | España       | 7-16      | Polonia      |
| Lisboa    | 7-3-1982   | Portugal     | 4-6       | Polonia      |
| Arstad    | 21-3-1982  | Suecia       | 3-19      | España       |
| Lisboa    | 28-3-1982  | Portugal     | 12-32     | Suecia       |

#### Clasificación
| Lugar | Selección    | Partidos | Partidos | Partidos  | Partidos | Puntos  | Puntos    | Puntos | Tabla de puntos |
| Lugar | Selección    | Jugados  | Ganados  | Empatados | Perdidos | A favor | En contra | dif.   | Tabla de puntos |
| ----- | ------------ | -------- | -------- | --------- | -------- | ------- | --------- | ------ | --------------- |
| 1     | Polonia      | 4        | 3        | 0         | 1        | 82      | 30        | +52    | 10              |
| 2     | España       | 4        | 3        | 0         | 1        | 83      | 26        | +57    | 10              |
| 3     | Portugal     | 4        | 2        | 0         | 2        | 38      | 46        | -8     | 8               |
| 4     | Países Bajos | 4        | 2        | 0         | 2        | 38      | 58        | -20    | 8               |
| 5     | Suecia       | 4        | 0        | 0         | 4        | 25      | 106       | -81    | 4               |

| Bandera de Polonia |
| Campeón Polonia    |
| Cuarto título      |

#### VIII Juegos Mediterráneos Casablanca 1983
En los Juegos Mediterráneos de 1983 en el evento de rugby los resultados de la delegación española fueron los siguientes:

Resultados
| Fecha        |           | Resultado |           |
| ------------ | --------- | --------- | --------- |
| 1.ª jornada. |           |           |           |
| 7-09-1983    | Francia   | 25-15     | Marruecos |
| 7-09-1983    | Italia    | 27-9      | Españaa   |
| 2.ª jornada. |           |           |           |
| 10-09-1983   | Marruecos | 9-15      | Italia    |
| 10-09-1983   | Españab   | 0-60      | Francia   |
| 3.ª jornada. |           |           |           |
| 13-09-1983   | Francia   | 28-12     | Italia    |
| 13-09-1983   | Marruecos | 10-3      | Españac   |

a 1.Antonio MACHUCA (Arquitectura), 2.Santiago SANTOS (Canoe), 3.Tomás PARDO (Valencia), 4.Javier CHOCARRO (Atlético SS), 5.Francisco MÉNDEZ (Cisneros), 6.Sergio LONGHNEY (FC Barcelona), 7.Javier AMUNARRIZ (Atlético SS), 8.Felipe BLANCO (Arquitectura), 9.Pablo Tomás GARCÍA (Canoe), 10.Menchi NÚÑEZ (Olímpico), 11.Jon AZKARGORTA (Getxo), 12.Manuel MORICHE (Arquitectura), 13.Fernando GARCÍA de la TORRE (Arquitectura), 14.Luisfer MARTÍN (Teca), 15.Gabriel RIVERO (Olímpico). 16. Ignacio SESE (Atlético SS) por 6

b 1.Antonio MACHUCA (Arquitectura), 2.Santiago SANTOS (Canoe), 3.Ramón NUCHE (Cisneros), 4.Javier CHOCARRO (Atlético SS), 5.Francisco MÉNDEZ (Cisneros), 6.Javier BAIGET (FC Barcelona), 7.Javier AMUNARRIZ (Atlético SS), 8.Felipe BLANCO (Arquitectura), 9.Pablo Tomás GARCÍA (Canoe), 10.Menchi NÚÑEZ (Olímpico), 11.Jon AZKARGORTA (Getxo), 12.Manuel MORICHE (Arquitectura), 13.José María SALAZAR (Arquitectura), 14.Gabriel RIVERO (Olímpico), 15.Isidro OLLER (Santboiana)

c 1.Antonio MACHUCA (Arquitectura), 2.Santiago SANTOS (Canoe), 3.Ramón NUCHE (Cisneros), 4.Javier CHOCARRO (Atlético SS), 5.Tomás PARDO (Valencia ), 6.Felipe BLANCO (Arquitectura), 7.Javier AMUNARRIZ (Atlético SS), 8.Francisco MÉNDEZ (Cisneros), 9.Enrique LOBO (FC Barcelona ), 10.Manuel MORICHE (Arquitectura), 11.Jon AZKARGORTA (Getxo), 12.Fernando GARCÍA de la TORRE (Arquitectura), 13.José María SALAZAR (Arquitectura), 14.Luisfer MARTÍN (Teca), 15.Gabriel RIVERO (Olímpico)

| Puesto            | Selección       |
| ----------------- | --------------- |
| Medalla de oro    | Francia (FRA)   |
| Medalla de plata  | Italia (ITA)    |
| Medalla de bronce | Marruecos (MAR) |
| 4.º               | España (ESP)    |